# Caorle
Caorle ([ˈkaorle]; Càvorle [ˈkaoɾle] in veneto) è un comune italiano di 10 997 abitanti della città metropolitana di Venezia in Veneto, situato tra le foci dei fiumi Livenza e Lemene, che si affaccia sul Mare Adriatico a nord est della laguna di Caorle fra le località turistiche di Eraclea e di Bibione. Nel 2017, Caorle è stata inserita nel novero dei Borghi storici marinari d'Italia. È uno dei comuni italiani insigniti dei riconoscimenti Bandiera Blu e Spighe Verdi della FEE.
Caorle registra ogni anno circa 4,4 milioni di presenze ufficiali, cifre che la collocano al nono posto assoluto in Italia fra le destinazioni turistiche.

## Geografia fisica

### Territorio
Il comune di Caorle si affaccia per 18 chilometri di litorale sul mare Adriatico, ma comprende una serie di frazioni nell'entroterra, confinando a nord con i comuni di Portogruaro, Concordia Sagittaria, San Stino di Livenza e Torre di Mosto; ad est si trova il comune di San Michele al Tagliamento, mentre a sud-ovest il comune di Eraclea. Con i suoi 153,84 chilometri quadrati di superficie, il comune di Caorle è il terzo comune per estensione della città metropolitana, dopo lo stesso capoluogo di Venezia e il comune di Chioggia.

## Origini del nome
(Trino Bottani, Saggio di storia della Città di Caorle, 1811)
Come riportano diversi autori, a partire dal Bottani, il nome Caorle deriva dalla denominazione Sylva Caprulana. Tal nome viene associato ai boschi presenti nell'antica isola di Caorle, come ne sorgevano di numerosi in tutta la Venezia marittima (documentati da diversi autori), e dalla presenza di capre selvatiche che vi pascolavano (il termine latino Caprulae venne poi volgarizzato in Cavorle e quindi Caorle). Sempre il Bottani, notando come questo animale fosse diffuso nell'Europa più antica, associa la toponomastica di Caorle a quella di diverse altre città sorte in Italia, quali Capri, Caprea, Caprasia, Capraria. Scartando il nome di Ægida, che il Bottani ritiene associato per errore a Caorle, mentre in realtà sarebbe proprio di Capodistria, il nome di Petronia (o in vulgo Bella Petronia) sembra avere un certo fondamento storico: Caorle, infatti, era attraversata dalla via Emilia, dal nome del console Marco Emilio Lepido, alla cui famiglia apparteneva Quinto Petronio Didio Severo, padre di Didio Giuliano, uno dei tre imperatori di Roma nell'anno 193.

### Caorle in età preistorica
Recenti rinvenimenti nell'area della frazione di San Gaetano, commissionati dalla Soprintendenza ai beni Archeologici del Veneto nel 1994, hanno portato alla luce i resti di un antico insediamento paleoveneto, risalente alla tarda età del bronzo.

## Storia

### Caorle in età romana e durante le invasioni barbariche (238 a.C. - IV secolo)
(Jacopo Filiasi, Memorie storiche de' Veneti primi e secondi, Tomo III, 1811)

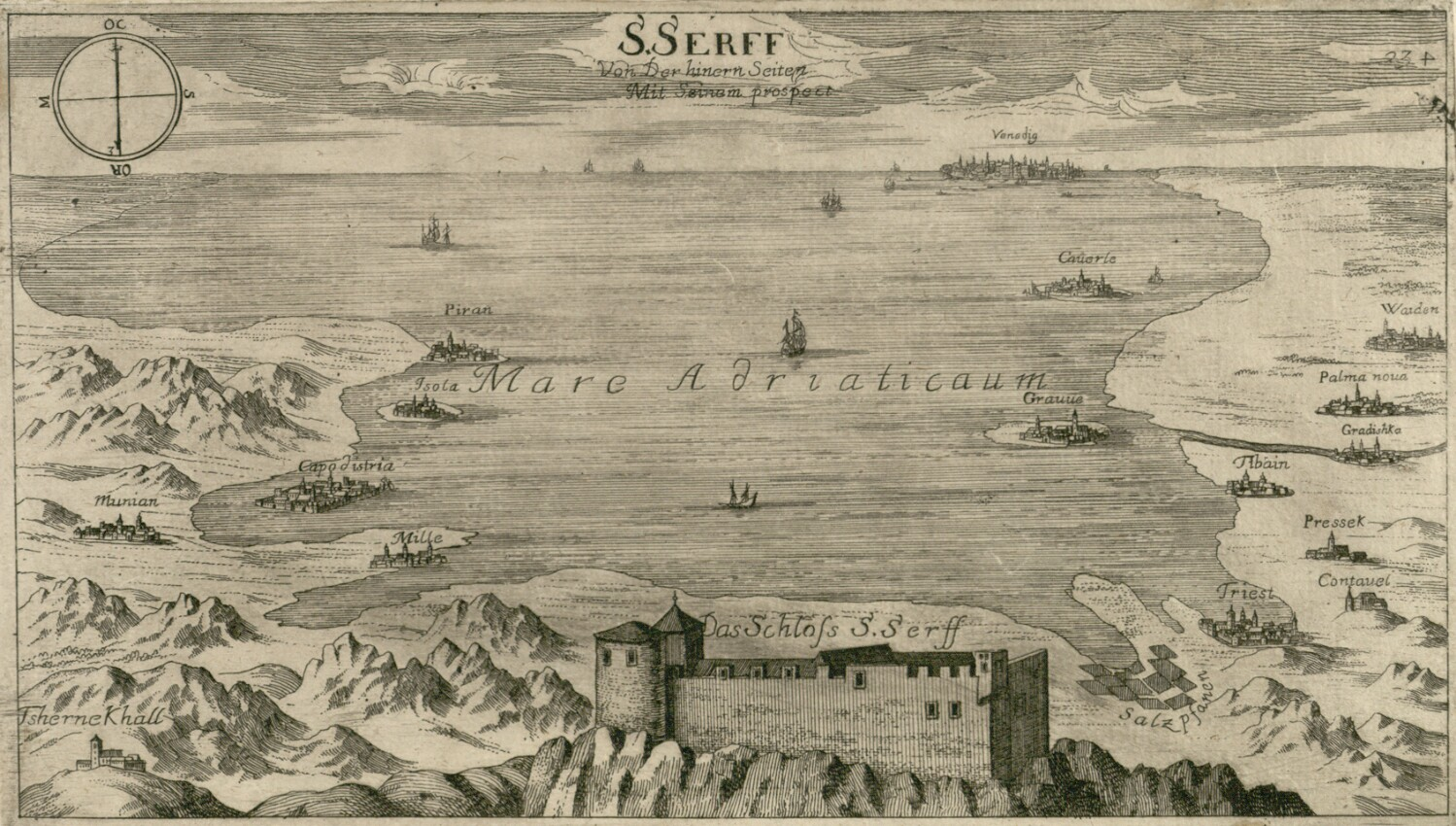
La posizione di Caorle nella Venezia Marittima

Tuttavia le prime fonti storiche riguardo all'abitato di Caorle risalgono al 238 a.C., come sbocco sul mare della vicina città di Julia Concordia, in quello all'epoca chiamato portus Romatinum, dal nome antico dato al fiume Lemene. Ciò è testimoniato da numerosi ritrovamenti di epoca romana, come ad esempio l'"ara Licovia", altare sacrificale custodito ora nel duomo e numerosi altri ritrovamenti archeologici relativi alla famiglia romana dei Licovi. Tuttavia, secondo Plinio il Vecchio, un altro porto era presente nel territorio di Caorle, chiamato portus Liquaentiae, alle foci del Livenza.
Una recente ricerca del 2023 posiziona la foce arcaica del fiume Livenza (ovvero del suo ramo "Livenza Morta") e quindi l'accesso al porto presso Porto Santa Margherita [ref. I Segreti di Porto Liquentia, 2023, Youcanprint].
La città cresce e diventa importante in seguito alle invasioni barbariche, in special modo ad opera dei Goti, dei Tartari e degli Unni. Ciò spinse le popolazioni che abitavano gli insediamenti romani di Concordia, Opitergium, parte del Friuli e del trevigiano a rifugiarsi verso la costa. Fu in quel momento che la regione compresa tra le foci del Lemene e del Livenza fu chiamata Caorle, così come gli aquileiesi diedero vita all'abitato di Grado. Fu quello il periodo in cui Caorle che divenne sede vescovile e fu sede di intensi scambi commerciali e marittimi. Una testimonianza di tutto ciò sono i resti di un'antica basilica paleocristiana rinvenuti nei pressi dell'attuale cattedrale, risalente all'XI secolo, conservati tuttora all'interno del duomo, nel museo annesso e nei giardini della canonica.

### Caorle al suo massimo splendore (452-1290)
Il periodo di massimo splendore della città di Caorle è da porsi tra il 452, quando gli Unni distrussero la città di Aquileia e il 1290. Secondo il Bottani, fu in questo periodo di prosperità che gli abitanti caprulani, per il continuo arrivo di popolazioni dall'entroterra che si rifugiavano dalle invasioni dei barbari, si diedero una forma di governo repubblicana, con a capo dei consoli, presto sostituiti con dei tribuni eletti da ciascuna isola. Questa stessa forma fu poi esportata in tutta la Venezia marittima, che in questi anni si stava popolando, arrivando fino all'isola di Rialto, da cui poi nacque la Repubblica di Venezia.
Secondo il Filiasi e in accordo con il Bottani, durante questi anni i terreni di Caorle erano fiorenti e dedicati alla coltura della frutta e specialmente dell'olivo. Oltre che i prodotti della terra, Caorle era in una posizione predominante per i commerci di legna (a testimonianza delle preesistente selve), pelli, selvaggina e sale, nonché del «pesce, che abbonda ed è saporitissimo nelle contigue lagune». Anche i dogi di Venezia si recavano spesso in visita nelle terre di Caorle in questo periodo, come ricorda il Filiasi nelle sue Memorie storiche: alcuni cittadini erano addetti a preparare delle barche dal fondo piatto e delle altre coperte, delle gondole e delle peote allo scopo di scortare i Dogi nelle pertinenze dell'abitato caprulano o nel viaggio verso le selve tra Caorle e Grado, per le battute di caccia; altri ancora, come servi della gleba, dovevano «coltivare il terreno, provvedere il ducal palazzo di legna e di altre cose […] coll'obbligo di servire il principe alla caccia ec.».

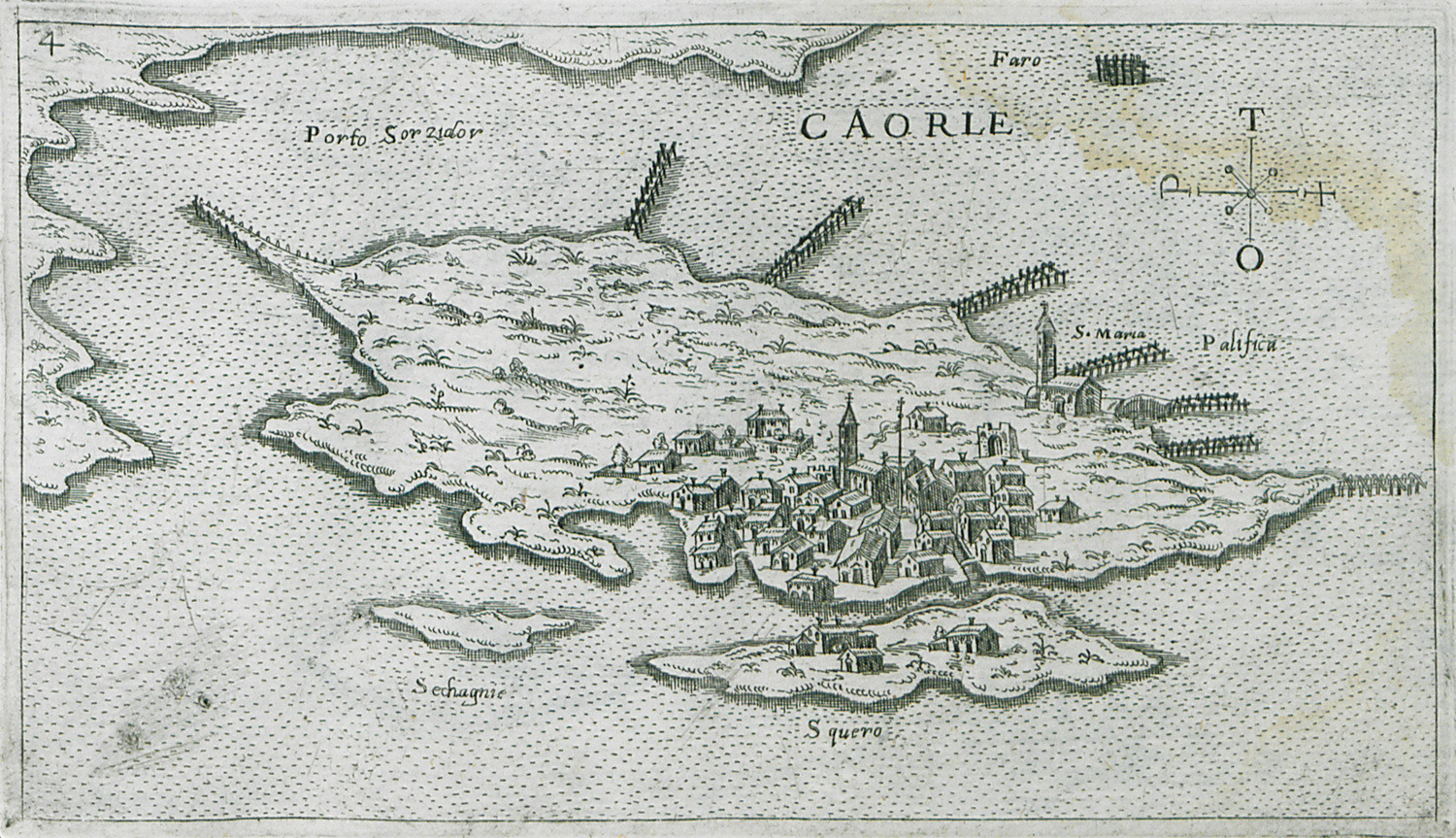
Mappa dell'isola di Caorle nel XVI secolo

Trino Bottani cita una missiva datata 538 di Cassiodoro Senatore rivolta ai tribuni marittimi, ossia delle città di Caorle e Grado, lodando le abilità navali delle genti della Venezia marittima. Lo stesso storico caorlotto riporta che la città di Caorle era molto popolata in quegli anni, citando Andrea Dandolo; agli oltre tremila rifugiati concordiesi, si aggiunsero molti abitanti della regione del trevigiano.
Nel periodo del suo apice, Caorle era contornata da un fossato e da una doppia cinta muraria, arricchita da diversi torrioni. La città era costituita da numerosi porti, citati anche dall'imperatore Costantino VII Porfirogenito nel suo De administrando imperio, e diverse borgate. Sul fiume Livenza il dominio di Caorle, secondo il Filiasi, si estendeva fino al Porto Settimo, situato verso l'entroterra ed individuato come Porto Buffoleto, mentre verso la foce si trovava il Porto Villano, o Porto di S. Croce. In entrambi vi erano dei luogotenenti, o dei Gastaldi, del Doge e del vescovo di Ceneda, per supervisionare i commerci. Dal lato nord della laguna si trovava invece il Porto Romatino, sul fiume Lemene, presente fin dall'epoca romana. In questo porto, nel 1489, fece naufragio la flotta della regina di Cipro Caterina Corner, mentre da Cipro si recava a Venezia (per il salvataggio dei caorlotti in quell'episodio fu donata al duomo la pala d'oro). Nei pressi di questo porto si trovavano le due borgate di Baseleghe e Demortolo, insieme a un castello, citato nella missiva di papa Gregorio Magno del 598 e probabilmente situato nell'odierna località di Castello di Brussa. Oltre ai suddetti porti, il Filiasi e il Bottani riportano anche i nomi di altri porti minori, detti in genere Lidi di Caorle, ossia il Porto di lido Altanea, il Porto della Madonna dell'Angelo ed il Porto di Santa Margherita. Quest'ultimo, come riporta concordemente anche il Bottani, era chiamato anche il Porto delle donzelle.
Infine, fu sempre in questo periodo di massimo splendore che venne edificata l'attuale cattedrale, secondo il Filiasi e le sue fonti nel 1038, ricostruendo l'antica costruzione che doveva accogliere i vescovi precedentemente.

#### Caorle e il carnevale di Venezia
Un curioso avvenimento storico di questo periodo lega la città di Caorle alla nascente Repubblica di Venezia. Questo risale al X-XI secolo, dal quale ebbe origine la cosiddetta Festa delle Marie, che ancora attualmente si rievoca durante il Carnevale di Venezia. L'episodio viene così raccontato dal Bottani nella sua Storia:
(Trino Bottani, Saggio di storia della Città di Caorle, 1811, Venezia, nella Tipografia di Pietro Bernardi)
Marc-Antoine Laugier, nella sua Storia della Repubblica di Venezia, riporta l'incertezza con la quale questo episodio sia stato attribuito al periodo dei dogi Pietro II Candiano, Pietro III Candiano oppure Pietro Polani. Le cronache, in particolare, vedono la morte di quest'ultimo legata al territorio di Caorle: secondo alcuni morì a Caorle nel 1147 mentre stava organizzando una spedizione contro i Normanni; secondo altre fonti storiche fu prima ricondotto da Caorle a Venezia gravemente debilitato.

### La decadenza (1290 - 1450)
(Jacopo Filiasi, Memorie storiche de' Veneti primi e secondi, Tomo III, 1811)

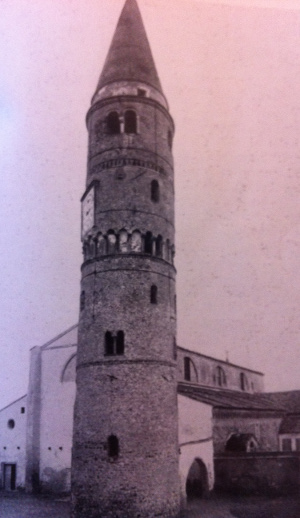
Campanile di Caorle in una foto di inizio '900

Sul finire del XIII secolo si aprì per Caorle la stagione più funesta della sua storia. In realtà, come attestano diversi autori, già a partire dalla fine del XII secolo molte delle famiglie nobili caprulane cominciarono a trasferirsi a Venezia per poter prendere parte alla vita politica di quella città. Citano Gusso e Gandolfo alcuni contratti, datati 1197 e 1198, in cui si attesta che la famiglia Ziani, che diede alla Serenissima i due dogi Sebastiano e Pietro era originaria di Caorle. Tuttavia, come afferma il Filiasi, il vero declino di Caorle è da legarsi alle guerre che la stessa Repubblica di Venezia aveva intrapreso dapprima con il patriarcato di Aquileia e poi con i genovesi, dal momento che la posizione rispetto alla città di Venezia poneva Caorle ad essere il primo bersaglio (insieme a Grado) delle incursioni nemiche.
Nel 1290, infatti, al termine della guerra tra Venezia ed Aquileia, Caorle subì un violento saccheggio e finì incendiata dai pirati triestini. Tra il 1379 e il 1381 Caorle fu dapprima conquistata dai genovesi capitanati da Luciano, Ambrogio e Pietro Doria e fatta passare, in spregio alla precedente vittoria veneziana, sotto il dominio del patriarcato di Aquileia, quindi rasa al suolo e bruciata nuovamente. Infine, l'ultimo e devastante saccheggio fu subito nel 1387, quando l'arcidiacono Simone de' Gavardi, originario di Capodistria e di stanza a Santo Stem conquistò quel che rimaneva di Caorle facendo molti prigionieri, tanto che, come raccontano le cronache, rimase disabitata per alcuni anni. Per primi Gusso e Gandolfo associarono a questo episodio il graffito presente nel duomo di Caorle (presso il presbiterio dell'abside centrale, parete destra), che principia appunto con la data 1387.
In realtà di molte altre incursioni fu oggetto la città di Caorle, specialmente ad opera del patriarcato di Aquileia, fino a circa la metà del XV secolo, quando il doge Tommaso Mocenigo vinse definitivamente la guerra contro le truppe friulane.

### Dal XV secolo alla caduta della Serenissima

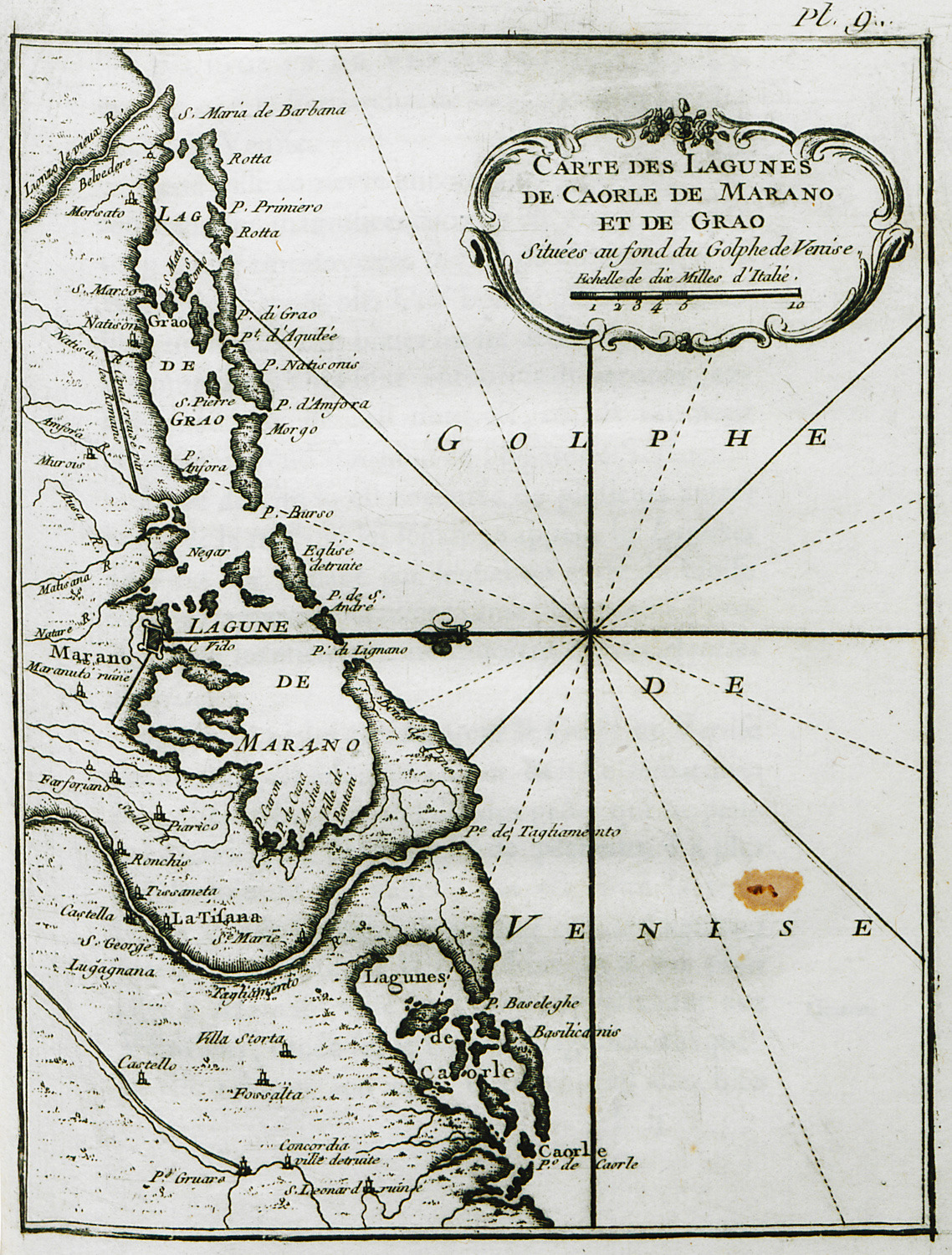
Mappa delle lagune di Marano e Caorle nel 1771

La storia della città di Caorle successiva al terribile periodo delle incursioni friulane e genovesi è essenzialmente quella di una città povera rispetto ai fasti del passato, abitata per lo più da pescatori. Tuttavia, un iniziale recupero di prestigio sembra attuarsi dalla metà del XVI fino alla metà del XVII secolo, come raccontano sia il Bottani che il Filiasi. Il governo della città non era cambiato rispetto a quello del periodo di più alto splendore. La città era retta da un podestà, che esercitava il potere da parte del doge, e da un consiglio di cittadini diviso in due ceti, il Maggior arengo, cui partecipavano sia i cittadini di famiglia nobile che i più poveri, ed il Minor arengo, ristretto ai soli nobili. Le notizie di uno scontro, avvenuto nel 1578, sono riportate dal Filiasi, le quali narrano del tentativo da parte del ceto più povero di entrare a far parte del Minor arengo. Il numero degli abitanti sembra variare molto nel corso di questi anni. Da una città praticamente disabitata, al termine della guerra dei veneziani contro il patriarcato di Aquileia, si passa ai circa 1 500 abitanti censiti da Leonardo Donato nel 1593, fino ai 4000 censiti dal Coronelli nel 1675.
Fino alla metà del 1600, i rapporti commerciali di Caorle con l'Istria via mare e con Portogruaro via fiume, garantirono a Caorle una degna sussistenza. Anche i rapporti di sudditanza con la Repubblica di Venezia si mantennero ottimi, come testimonia l'atto del Privilegio delle Acque firmato dal doge Francesco Foscari, che concedeva il diritto di pesca e di caccia in tutto il territorio della laguna dietro il pagamento di commissioni adeguate alle possibilità della città.
Le cose, tuttavia, cambiarono drasticamente a cominciare dalla metà del XVII secolo, quando, come racconta il Filiasi, fu deciso dal governo della Serenissima di deviare il corso del Piave, per gli ingenti problemi di interrimento provocati presso il porto di San Nicolò che ne riducevano la navigabilità, portandolo a sfociare presso il Porto di Santa Margherita. L'imponente lavoro idraulico prevedeva lo stravolgimento della geografia portuale della laguna di Caorle, con la bonifica di parte dei territori compresi tra Livenza e Lemene. Fu in quell'occasione che il senato decise, il 29 agosto 1642 di confiscare l'intero territorio della laguna alla città di Caorle, dividendolo in venti ampi appezzamenti di terreno (detti «prese») da vendere a nobili famiglie veneziane, interrando i canali di accesso alla città (raggiungibile a quel punto soltanto attraverso il mare) e rendendo praticamente impossibili gli approvvigionamenti per la popolazione.
Questa congiunzione politica e ambientale portò ad un nuovo, progressivo spopolamento della città: come attesta il Bottani, la popolazione raggiungeva le 2 576 unità nel 1708, era scesa a 2400 nel 1718, prima di crollare a sole 1 350 unità nel 1742. Questo potrebbe essere legato ad un episodio che le cronache registrano il 31 dicembre 1727, ossia un'imponente inondazione avvenuta nel territorio caprulano in seguito ad intenso sciroccale, episodio particolarmente noto e tramandato da parte dei caorlotti, poiché coinvolge la storia di uno dei miracoli operati dalla Madonna dell'Angelo, come attestano due lapidi ancora oggi affisse presso il portone d'ingresso del Santuario a lei dedicato. Non è un caso che a Lei la popolazione si rivolse, guidata dall'allora vescovo Francesco Trevisan Suarez, il 25 febbraio 1741 per implorare che il doge ed il senato della Serenissima tornassero sui loro passi e riconcedessero gli antichi privilegi soppressi un secolo prima. Proprio in quell'anno la Repubblica, accogliendo la richiesta del Maggiore e del Minore arengo, restituì a Caorle le concessioni tolte precedentemente, sebbene soltanto per la sedicesima delle prese confiscate (ma comunque un territorio di circa 10 000 ettari). Il 4 febbraio 1742 il vescovo Suarez fissò la festa annuale per sciogliere il voto la domenica nell'ottava della Natività della Beata Vergine Maria, successivamente spostata alla seconda domenica di luglio dal patriarca Giuseppe Luigi Trevisanato il 7 luglio 1864. Ancora oggi si celebra annualmente a Caorle la festa dedicata alla Madonna dell'Angelo, ricordando l'intervento della Santa Vergine a tutela della città. Alcuni interventi ulteriori sui canali lagunari e cittadini furono inoltre stanziati dal senato negli anni successivi. La rinnovata concessione portò anche un nuovo aumento della popolazione cittadina a 3 412 abitanti, come attestato nel 1760.

### Dopo la caduta della Serenissima: le dominazioni francese ed austriaca

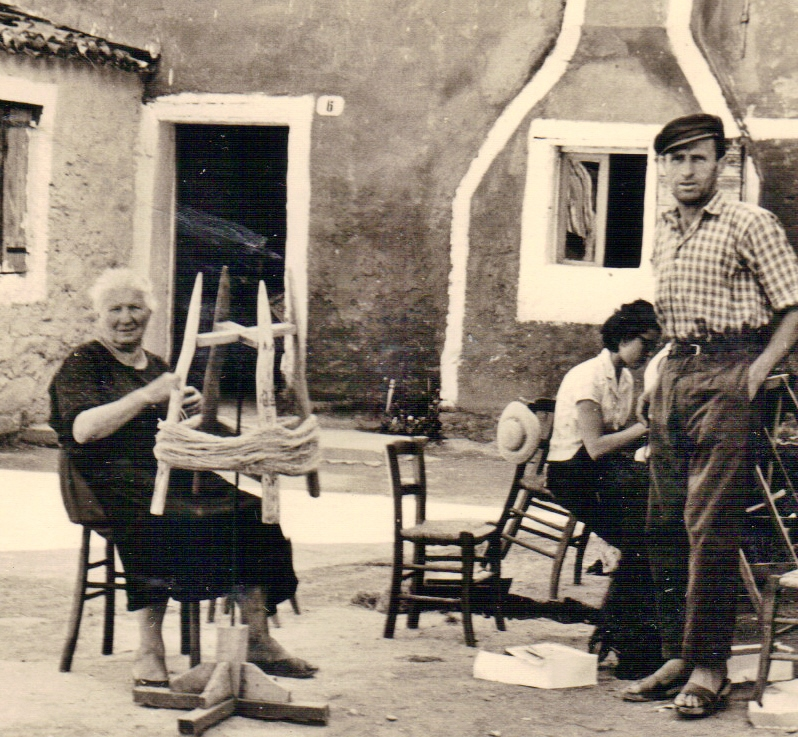
Famiglia di pescatori alle prese con una rete da pesca in Campo Negroni a Caorle.

Nel 1797, la vittoria delle truppe di Napoleone Bonaparte determinava la caduta della Repubblica di Venezia. La città di Caorle fu inizialmente resa Municipalità Provvisoria, mentre i soldati francesi razziarono gran parte dei beni materiali posseduti dai nobili residenti in città, comprese alcune suppellettili sacre appartenute al tesoro della cattedrale. Il dominio francese dovette restare particolarmente impresso nelle menti dei caorlotti, a causa della loro efferatezza, tanto che il vescovo dell'epoca, Giuseppe Maria Peruzzi, durante il breve interregno austriaco (1798-1805) si scagliò con particolare veemenza contro Napoleone, schierandosi apertamente con l'imperatore d'Austria Francesco Giuseppe. Fu forse questo a spingere il governo francese, tornato a dominare il nord Italia dopo la battaglia di Austerlitz, a sopprimere la diocesi di Caorle e traslare il vescovo Peruzzi alla sede di Chioggia l'11 gennaio 1809. Certo è che, con il ritorno degli austriaci dopo la sconfitta di Napoleone a Waterloo, la soppressione della diocesi venne definitivamente rarificata da papa Pio VII con la bolla De salute Dominici gregis, il 1º maggio 1818, che ne assoggettava il territorio al patriarcato di Venezia.
In effetti, come racconta il Bottani, la popolazione della città durante le traverse vicende franco-austriache era andata incontro ad un ulteriore, progressivo deterioramento, che ne aveva portato gli abitanti a sole 1 475 unità (di cui solo 682 nel capoluogo) nel 1811 (anno in cui il Bottani dà alle stampe il suo Saggio di Storia della Città di Caorle), e quei pochi abitanti erano continuamente vessati dalle malattie che infestavano le circostanti paludi. Non deve quindi stupire che la diocesi sia stata soppressa, insieme alla diocesi di Torcello, con il motivo della povertà dei luoghi e dello scarso numero di abitanti.

### Dalla metà del XIX secolo alle due guerre mondiali

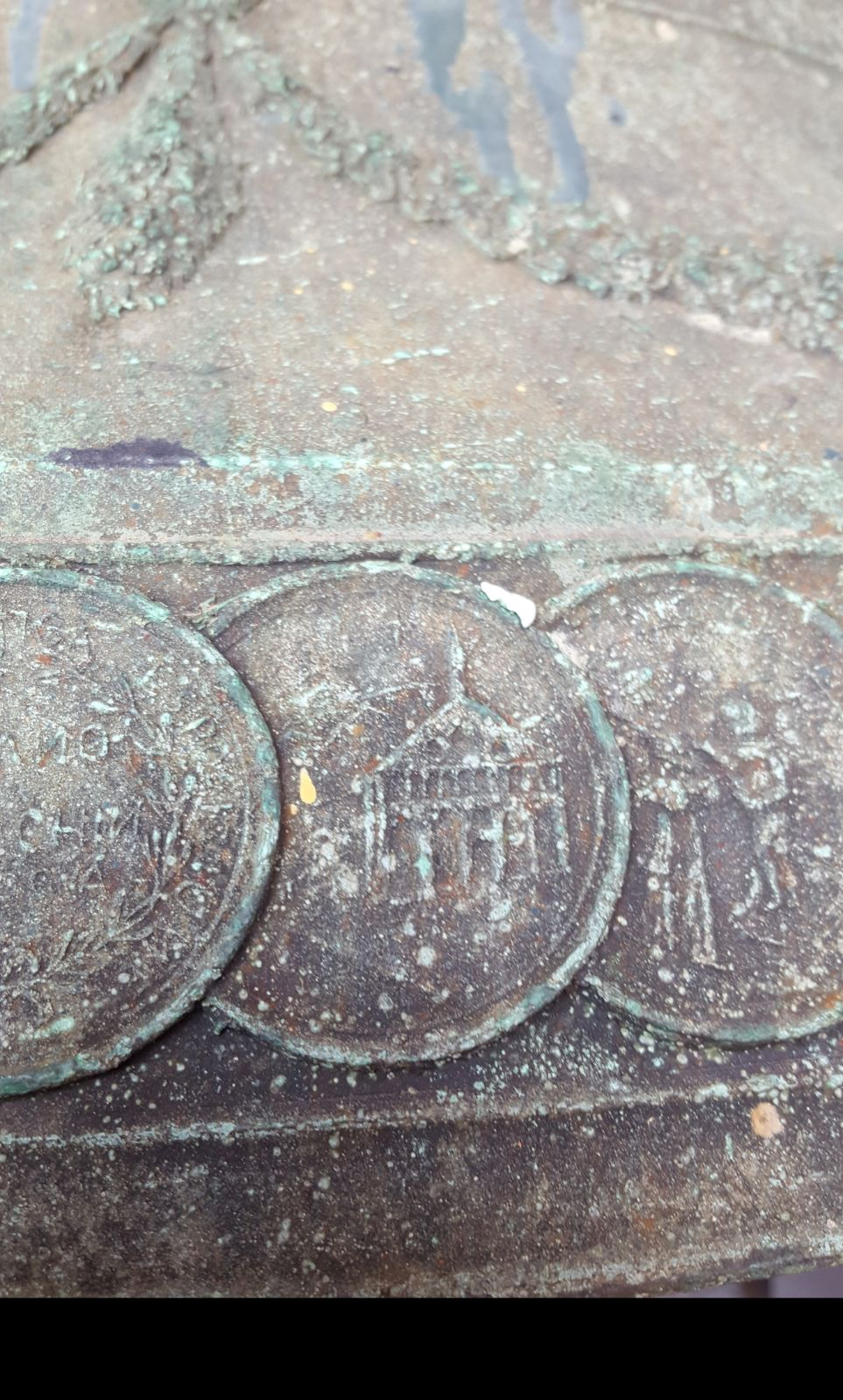
Particolare dei fregi delle campane del Campanile di Caorle

A partire dalla metà dell'ottocento, Caorle, almeno per quanto riguarda le zone immediatamente attigue all'abitato principale, fu oggetto di un'imponente opera di bonifica ad opera delle Assicurazioni Generali, che avevano acquisito i territori della terza e quarta presa appartenuti alla nobile famiglia veneziana dei Corniani (oggi Ca' Corniani). Fu quella la prima opera di bonifica in Veneto effettuata da privati. Terminata la bonifica, il territorio fu caratterizzato dalla presenza di un'importante azienda agricola, che richiamò numerosi abitanti, anche dal capoluogo, a convertirsi dall'attività della pesca a quella dell'agricoltura. In quel periodo, e fino agli anni cinquanta del XX secolo, il territorio di Ca' Corniani fu oggetto di un denso ripopolamento, che portò la popolazione a circa 1 500 unità.
Il XX secolo è anche per Caorle il secolo delle grandi guerre. In particolare, benché mantenuta complessivamente al riparo dal fronte, la vita lagunare si infiamma dopo la disfatta di Caporetto, diventando territorio strategico per il fronte che combatteva sul Piave, mentre molti degli abitanti furono costretti a rifugiarsi verso il Sud Italia. Durante gli ultimi anni di guerra, quando Caorle conobbe nuovamente l'occupazione straniera, i soldati austriaci requisirono le quattro campane del campanile, il cui metallo fuso risultò utile per l'artiglieria, e trasformarono lo stesso campanile in una postazione di tiro, come testimoniano le vecchie fotografie dell'immediato primo dopoguerra. Tuttavia, nell'ultima offensiva del 1918 anche i caorlotti si fecero onore, tanto che il cittadino Giorgio Romiati fondò l'associazione Giovane Italia, insignita della medaglia d'argento al valor militare dopo la vittoria di novembre. Inoltre, non a caso una delle sezioni del Battaglione San Marco si chiamava proprio Battaglione "Caorle", il quale, insieme col Battaglione "Bafile", ebbe un ruolo importante nella battaglia di liberazione sul Piave. Al termine della guerra, nel 1919 i cannoni requisiti agli austriaci vennero nuovamente fusi per ridonare al campanile tre campane, come recitano le iscrizioni presenti sulle attuali campane mezzana e maggiore:
Durante il ventennio fascista, Caorle subì un primo sostanziale ripopolamento, a seguito di imponenti interventi di ricostruzione degli edifici danneggiati durante il primo conflitto mondiale. Una testimonianza di quell'epoca è la Casa del Fascio, edificata accanto al duomo in piazza Vescovado in stile misto razionalista e classico. Tuttavia, durante il Secondo conflitto mondiale, grave fu il peso dell'occupazione nazista seguita all'armistizio dell'8 settembre, quando i tedeschi arrivarono a minacciare di allagare, per motivi strategici, tutto il litorale per una profondità di 10 chilometri. Mentre il ricollocamento degli abitanti sfollati presso Vicenza era già stato stabilito, il parroco mons. Felice Marchesan ed il futuro vescovo di Trento, il sacerdote veneziano Alessandro Maria Gottardi invano si rivolgevano al comando tedesco, implorando di revocare l'ordine. Allora, con la memoria all'antico affidamento dei caorlotti alla Madonna dell'Angelo che due secoli prima aveva smosso l'irremovibilità del senato veneziano, il popolo ancora si riunì ai piedi della Santa Vergine il 2 gennaio 1944, per impetrare l'insperata grazia. Con sollievo, l'allarme rientrò e, per sciogliere il voto, il Santuario venne completamente rinnovato, dopo l'analogo intervento compiuto per volontà del vescovo Francesco Trevisan Suarez nel 1751. Ancor oggi i caorlotti, a memoria del voto emesso il 2 gennaio, celebrano una particolare ricorrenza, riunendosi presso la statua della Vergine.

### Dagli anni sessanta ad oggi

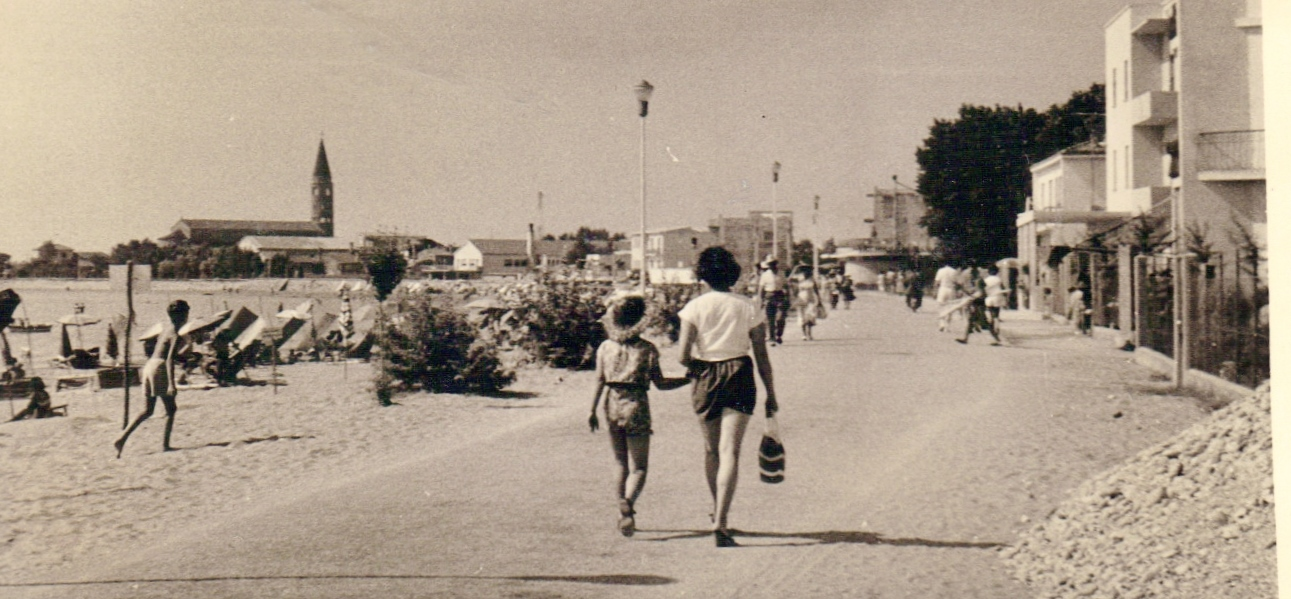
Turismo a Caorle sul finire degli anni cinquanta

Con la fine della seconda guerra mondiale, la popolazione di Caorle, come tutta la popolazione italiana, andò incontro ad un progressivo aumento, fino a raggiungere le 12 000 unità negli anni novanta del novecento, prima di conoscere una lieve flessione negli ultimissimi anni.
Con l'ulteriore bonifica dei tratti di terra compresi tra la foce del Livenza e l'abitato centrale, così come dalla punta della Madonna dell'Angelo al porto di Falconera, la città ha potuto estendersi fino ad assumere le dimensioni attuali.
L'economia del paese è andata via via modificandosi, con la diffusione del turismo balneare, passando dall'essere prevalentemente basata sulla pesca e sull'agricoltura ad essere essenzialmente incentrata verso il turismo. Tuttavia il centro cittadino mantiene l'originario impianto tipicamente veneziano, benché gli originali canali cittadini (il rio di mezzo, il rio delle Becarie e il rio di Castello) siano progressivamente stati interrati (formando gli attuali rio terà delle Botteghe, rio terà Riccardo Romiati, rio terà di Castello e via Roma).

### I santi patroni
Così come afferma lo storico monsignor Antonio Niero, il primo patrono in ordine cronologico della città di Caorle è da individuarsi in san Michele arcangelo. È infatti a lui che risale la prima chiesa dell'abitato cittadino di cui si abbia notizia nelle cronache storiche. Inoltre, sottolinea Niero, la cronotassi dei vescovi di Caorle in Ughelli-Coleti si apre in effetti con l'arcangelo San Michele.
Lo stemma stesso della cittadina veneziana, d'altra parte, riporta come figura principale l'Arcangelo sin dai tempi più antichi. Il Bottani, nel suo Saggio di storia della città di Caorle, così lo descrive:
(Trino Bottani, Saggio di storia della Città di Caorle, 1811, nella Tipografia di Pietro Bernardi, Venezia)
Lo stesso stemma appare per altro scolpito sul bordo del fonte battesimale cinquecentesco e dipinto, a destra del rosone centrale, nella controfacciata della cattedrale, in un affresco datato XVI-XVII secolo che riporta l'iscrizione «COMMVNITAS CAPRVLARVM». Infine il patrocinio del Santo Arcangelo sulla città di Caorle è testimoniato dalla lapide di consacrazione del Santuario della Madonna dell'Angelo, avvenuta l'8 agosto 1751 ad opera del vescovo Francesco Trevisan Suarez:
BEATISSIMÆ VIRGINI MARIÆ

AC DIVO MICHAELI ARCANGELO HVIVS CIVITATIS PAT.NO

TEMPLVM HOC VETVSTATE DIRRVTVM

FRA.SCI EPI.SPI PRÆSIDIO ET FIDELIVM ELEMOSINIS

DENVO A FVNDAMENTIS ERECTVM

ANNO MDCCLII»
(A Dio Ottimo Massimo, alla beatissima Vergine Maria, e a San Michele Arcangelo patrono di questa città, questo tempio distrutto dalla vetustà, con il presidio del vescovo Francesco e le elemosine dei fedeli eretto nuovamente dalle fondamenta nell'anno 1752)
Già Niero, riprendendo l'Ughelli-Coleti, cita come patrono, insieme a San Michele, Santo Stefano protomartire, quale patrono della cattedrale, a motivo della conservazione in essa dell'importante reliquia del cranio del santo. Si legge infatti nelle fonti:
(La Basilica cattedrale consacrata all'invitto Protomartire Stefano, […] vi sono in essa sacre reliquie; il capo di Santo Stefano Protomartire, se vera la tradizione, il braccio di Santa Margherita, di Gilberto Confessore, la cui festa è il 4 Febbraio e un'idria marmorea, che fu di una di quelle in cui il Signore trasformò l'acqua in vino.)
Da qui si può anche convenire come gli altri principali compatroni della città fossero santa Margherita di Antiochia e san Gilberto di Sempringham: alla prima è pure dedicato il porto antico dove oggi sorge la frazione di Porto Santa Margherita e un rione dello stesso capoluogo, mentre il secondo è legato alla traslazione del corpo nella Venezia marittima, ed in particolare dalla chiesa di Altino, dove l'ultimo dei monaci dell'ordine da lui fondato si rifugiò.
A questi patroni si aggiunge, verso la fine del 1600, il nome di san Rocco, venerato in particolare per invocare la protezione contro una violenta epidemia di peste, come racconta il Bottani:
(Trino Bottani, Saggio di storia della Città di Caorle, 1811, nella Tipografia di Pietro Bernardi, Venezia)
Fino agli anni ottanta del secolo scorso si teneva infatti a Caorle il 16 agosto una solenne processione con la statua di San Rocco, proveniente dall'oratorio citato dal Bottani ed oggi custodita nel duomo. Oggi, sebbene ancora la pubblica amministrazione dichiari il giorno di vacanza in occasione della festa del compatrono, la festa è stata soppressa dall'autorità ecclesiastica.

### Simboli
Lo stemma e il gonfalone di Caorle sono stati concessi con decreto del presidente della Repubblica del 31 dicembre 1985.
Lo stemma rappresenta su campo d'argento, un castello di pietra, merlato alla guelfa, fondato sulla pianura d'azzurro e munito di tre torri, di cui la centrale, più alta, sostiene un angelo vestito di rosso, posto in maestà. Il gonfalone è un drappo partito di azzurro e di rosso.

## Monumenti e luoghi d'interesse

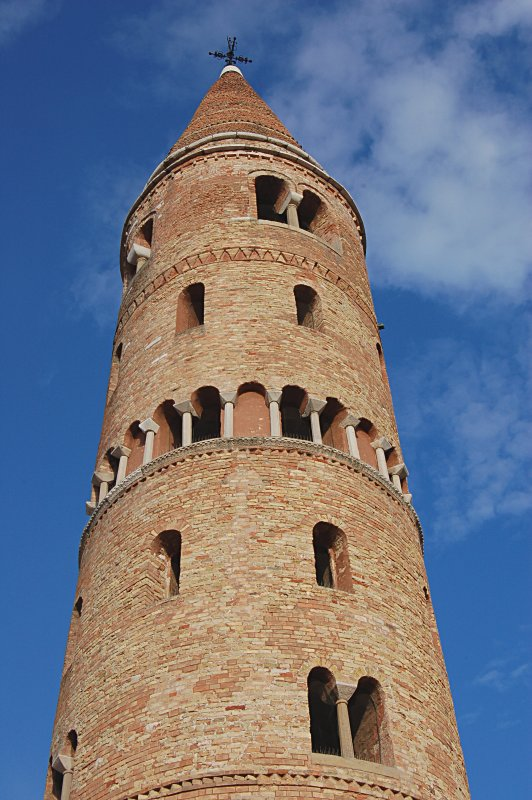
Il caratteristico campanile del Duomo di Caorle

Di particolare interesse il duomo del 1038 (già cattedrale e sede vescovile fino al 1807) e il campanile cilindrico e sormontato da cuspide conica, in stile romanico, della stessa epoca. Tra le opere custodite all'interno del tempio particolare interesse suscitano la Pala d'oro (secondo la tradizione donata alla popolazione dalla regina di Cipro, Caterina Corner), L'Ultima Cena attribuita a Gregorio Lazzarini e una particolare Pietà in legno dorato. L'annesso museo parrocchiale custodisce inoltre sei tavole raffiguranti apostoli del XIV secolo, di scuola veneta, una Croce Capitolare astile datata XIV secolo, il reliquiario del cranio di Santo Stefano Protomartire, patrono della città, e il Reliquiario del preziosissimo sangue, contenente, secondo la tradizione, terra sopra la quale passò Gesù sanguinante, oltre ad altre reliquie e arredi sacri.

Sulla costa si trova il Santuario della Madonna dell'Angelo, ricostruito nel XVIII secolo su una preesistente chiesa di pianta basilicale, e ristrutturato nel 1944. Da sempre meta di devoti pellegrini, conserva, sotto la volta affrescata, oltre alla stupenda statua lignea della Vergine col Bambino, l'altare maggiore barocco, proveniente dal duomo, e un rilievo dell'Arcangelo S. Michele, opera dello scultore Andrea dell'Aquila.

Ogni due anni si svolge il concorso "Scogliera viva", per il quale scultori di diverse nazionalità sono chiamati a decorare gli scogli del lungomare con sculture di gran pregio, ammirabili tutto l'anno.

### Architetture religiose

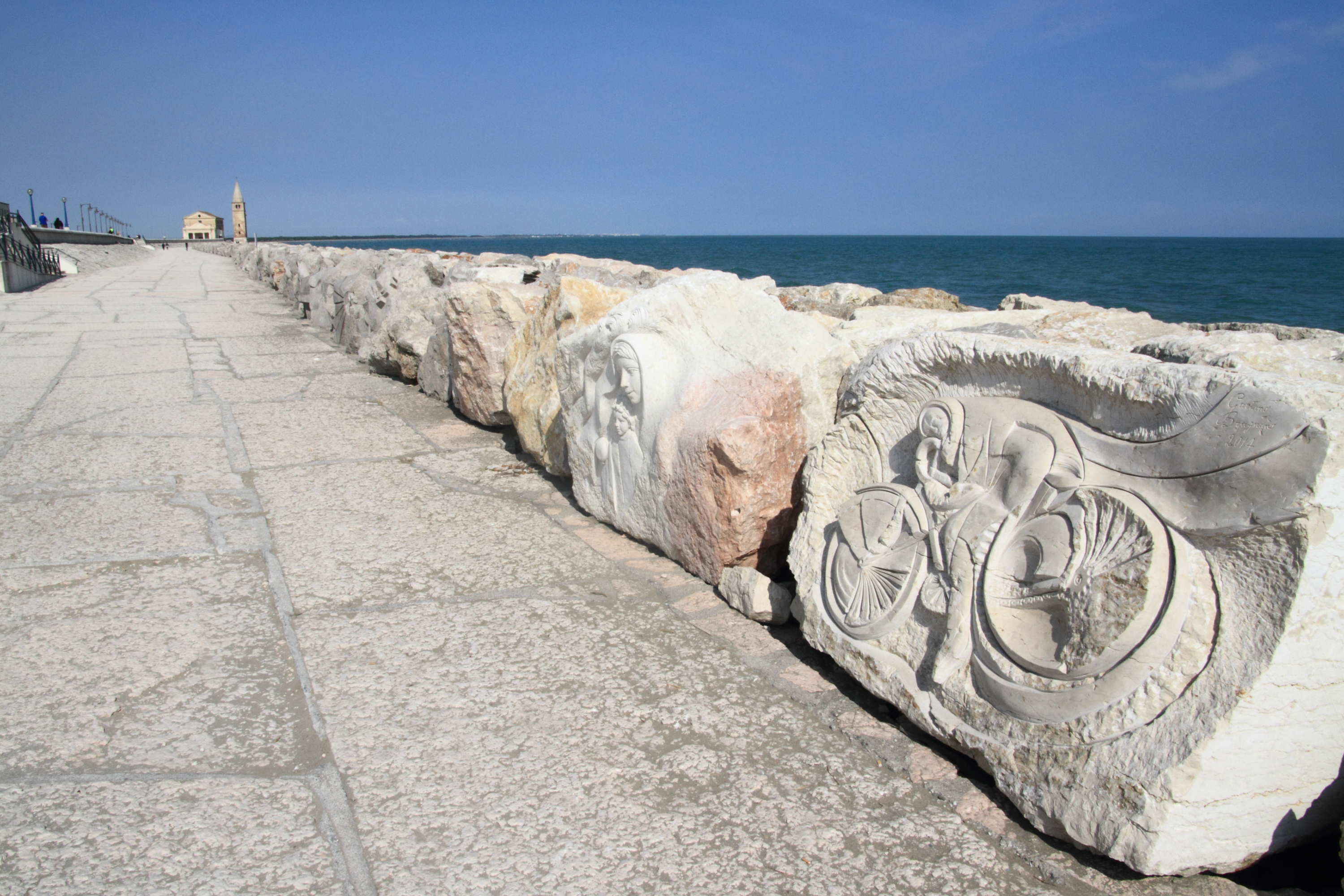
Particolare di una scultura su uno scoglio. Lungomare di ponente di Caorle

- Cattedrale di Santo Stefano (XI secolo)
- Campanile del Duomo di Caorle (XI secolo)
- Santuario della Madonna dell'Angelo (XVIII secolo)
- Faro di Caorle (XIII secolo)
- Oratorio della Madonna di Pompei (anni cinquanta)
- Chiesa di Santa Margherita (1983)
- Chiesa della Risurrezione a Ca' Cottoni (XVI secolo)
- Oratorio di Santa Elisabetta a Brian (XVII secolo)
- Oratorio di San Gaetano da Thiene a San Gaetano (XVIII secolo)
- Chiesa di San Giovanni Battista a Ca' Corniani (1920)
- Chiesa di San Giovanni XXIII a Porto Santa Margherita (2009)

### Itinerari paesaggistici
- Centro storico
- Scogliera scolpita sul lungomare

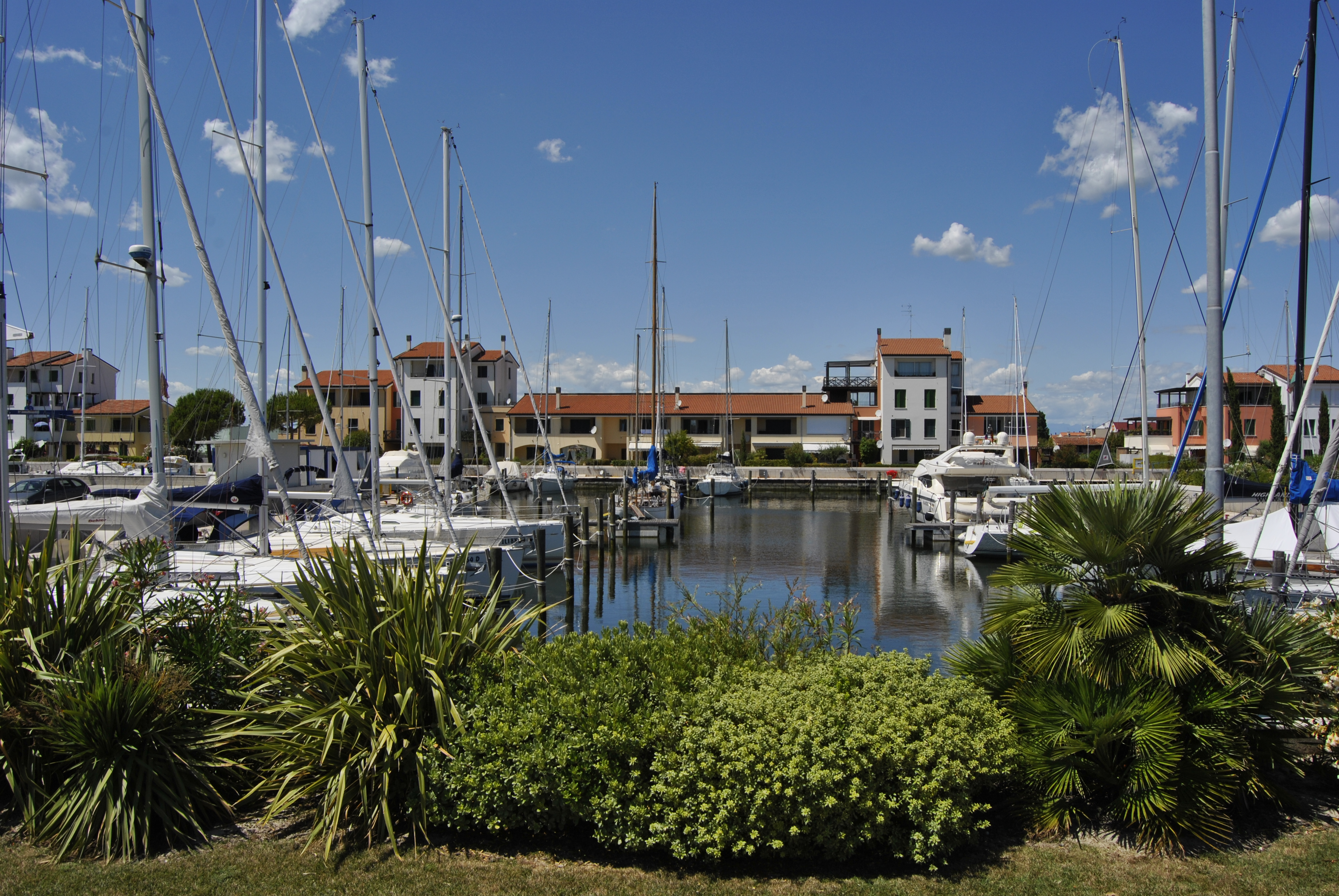
Particolare della Darsena dell'Orologio

- Laguna di Caorle e Casoni di Caorle
- Darsena dell'Orologio
- Percorso Terra d'Avanguardia a Ca' Corniani
- Tegnue - parco naturale subacqueo sito al largo del porto di Falconera

## Società

### Evoluzione demografica
Abitanti censiti

### Etnie e minoranze straniere
Al 31 dicembre 2023 gli stranieri residenti nel comune sono 949, ovvero l'8,50% della popolazione. Di seguito sono riportati i gruppi più consistenti:
1. Romania, 249
2. Albania, 142
3. Bangladesh, 83
4. Repubblica di Macedonia, 47
5. Cina, 58
6. Ucraina, 56

### Lingue e dialetti
Quello parlato a Caorle è un dialetto molto vicino a quello veneziano, ma già nell'entroterra di alcune frazioni si sentono gli influssi del veneto centrale. Alcune forme, diffuse nei dialetti limitrofi, non sono presenti nel caorlotto: per esempio non compaiono vocali interdentali come la z (si dice xente e non zente); non vi è l'elisione dell'ultima vocale preceduta da consonanti fricative sibilanti (es.: non si pronuncia ades, la parola adesso rimane invariata oppure nella variante deso), né la sostituzione della vocale finale con la e (es. si dice ara che scherso in luogo di ara che scherze - guarda che scherzo), varianti queste molto diffuse nelle vicine Eraclea e San Stino; influssi tipicamente lagunari si sentono nella coniugazione del verbo essere (terza persona: (lu el) xe / (łori i) xe) a differenza di quanto accade appena fuori del territorio cittadino ((lu) l'é / (łori) jé); nelle frasi interrogative si riconosce la fusione tipica del veneziano più antico (es. gastu xà pensà? - Hai già pensato? - anche qui differenziandosi dalla forma prevalente nell'entroterra atu), riconoscibili tra l'altro anche nelle zone di Chioggia. In questo senso Caorle può essere considerata una sorta di enclave del dialetto veneziano, anche se priva della cadenza cantilenante tipica della Laguna. Va tenuto presente che la variante veneziana della lingua veneta era la lingua ufficiale della Serenissima Repubblica, di cui Caorle era la terza isola per grandezza (dopo Chioggia e la stessa Venezia). La stessa denominazione collettiva dei cittadini può essere esaminata dal punto di vista linguistico: sarebbe dovuta ad un influsso bizantino, che distingue le zone costiere da Ravenna (Ravennati) verso Rovigo (Rovigòti), Chioggia (Cioxòti) e Caorle (Caorlòti).

## Cultura

### Musei
- Museo liturgico (1975)
- Museo nazionale di archeologia del mare (2014)

### Eventi
Numerosi sono gli eventi che riguardano la città di Caorle in diversi periodi dell'anno.

#### Eventi religiosi

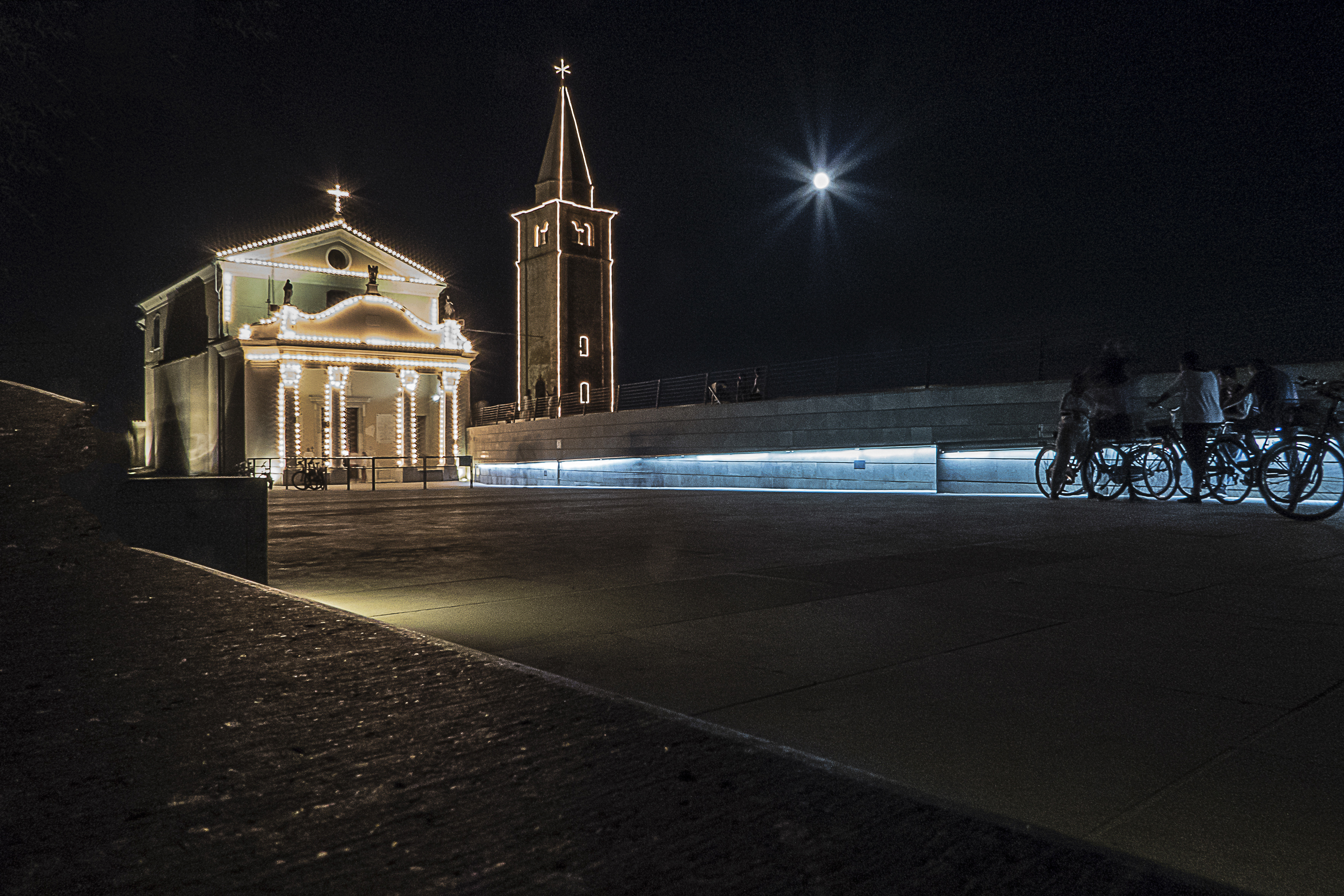
Il Santuario della Madonna dell'Angelo preparato per la festa quinquennale

- Di antica data è la devozione alla Madonna dell'Angelo, tanto amata dai caorlotti; la tradizione racconta che il simulacro della Vergine arrivò per mare, su un "pozzetto" marmoreo galleggiante (custodito nel Santuario) che solo dei bambini riuscirono a sollevare e trasportare nella vicina chiesa dedicata a san Michele Arcangelo (di qui il titolo "Madonna dell'Angelo"), laddove invece i pescatori che l'avevano trovata fallirono. La scena di questo ritrovamento portentoso decora parte della volta dell'odierno Santuario. La Madonnina del mare vegliò su Caorle anche nei momenti più difficili, come nel caso della disastrosa alluvione marina del 1727. Molte persone si rifugiarono nella Chiesa della Madonna dell'Angelo cercando riparo, nonostante all'esterno il livello dell'acqua raggiungesse i due metri all'interno non penetrò una sola goccia d'acqua. Tragica fu poi la vicenda che, il 31 gennaio 1923, portò alla distruzione del venerato simulacro, bruciato ad opera di ignoti ladri sacrileghi; gli scultori della val Gardena scolpirono dunque un nuovo simulacro ligneo (quello attuale) che giunse a Caorle dalla Basilica della Salute a Venezia ricoperto da reti, per rievocare il ritrovamento di quello antico.
- La devozione dei caorlotti nei confronti della loro celeste patrona si esprime annualmente con la processione per ricordare il voto del 1741 la seconda domenica di luglio: il Simulacro della Vergine viene portato processionalmente la notte del sabato precedente dal Santuario al Duomo, dove resta durante tutta la domenica, prima di essere riportata in Santuario al termine della giornata. Caratteristico è il cosiddetto Incendio del campanile del Duomo, che saluta l'arrivo e la partenza del corteo nei due giorni della festa.
- Un'altra grande processione in onore della Madonna dell'Angelo è organizzata ogni cinque anni, ed è legata al legame di papa Giovanni XXIII con la città di Caorle. Infatti, da cardinale patriarca, Angelo Giuseppe Roncalli visitava spesso la città di Caorle; tra le altre occasioni si trovò a presiedere le imponenti celebrazioni organizzate dai caorlotti nel settembre 1958, in occasione del centenario delle apparizioni di Lourdes, quando, riprendendo un'antica tradizione ottocentesca, il Simulacro della Vergine fu portato in processione per tutta la cittadina, prima di tornare al Santuario in solenne corteo acqueo. Al patriarca di Venezia piacque a tal punto la celebrazione da definirla «la più toccante celebrazione del centenario lourdiano di tutto il patriarcato»[36]. Alla morte del "papa buono" fu deciso dalla comunità cittadina di ripetere i solenni festeggiamenti in sua memoria ogni cinque anni. Dall'edizione dell'anno 2000, durante il corteo acqueo il Simulacro è trasportato a bordo della Caorlina da parata, un'imbarcazione a 24 rematori che riprende nella sua struttura quella delle caorline, tipici barchini per la navigazione in laguna dal fondo piatto.

- Particolarmente caratteristica è anche la processione del venerdì santo, che si svolge alla sera per le vie della città accompagnata dai cosiddetti baraboi, cittadini di Caorle appartenenti a una particolare famiglia che, in segno di penitenza, camminano lungo il corteo in abiti neri, incappucciati e a piedi scalzi.

#### Eventi culturali
- Per pochi anni Caorle (insieme a Bibione) ha ospitato la rassegna annuale d'arte Premio Mantegna, che premiava i migliori artisti nell'ambito della scultura e della pittura che si sono distinti nel corso dell'anno; presidente della giuria Vittorio Sgarbi.
- Dal 2015 la città di Caorle ospita il premio giornalistico "Papa" Ernest Hemingway, dal soprannome con cui veniva affettuosamente chiamato dall'amico personale Gerald Murphy, dedicato al giornalista e scrittore statunitense premio Nobel per la letteratura nel 1954. Il concorso nasce nell'ambito delle celebrazioni annuali che commemorano la nascita dello scrittore, il 21 luglio, e vuole commemorare l'intenso rapporto dell'autore con il Veneto e i suoi paesaggi, descritti nei suoi romanzi[37]. All'interno del festival Premio "Papa" Ernest Hemingway viene assegnato il Premio Città di Caorle a personalità che «con il proprio sapere, ha incentivato e sostenuto la cultura»[37]. Tra i premiati nelle varie edizioni sono da ricordare Tiziana Ferrario (2017), Lucio Caracciolo (2018) e Tito Stagno (2019).
- Dal 2014 Caorle ospita le gare e le premiazioni del festival concorso internazionale per musica corale Venezia in musica[38], con la partecipazioni di formazioni canore provenienti da ogni parte del mondo.

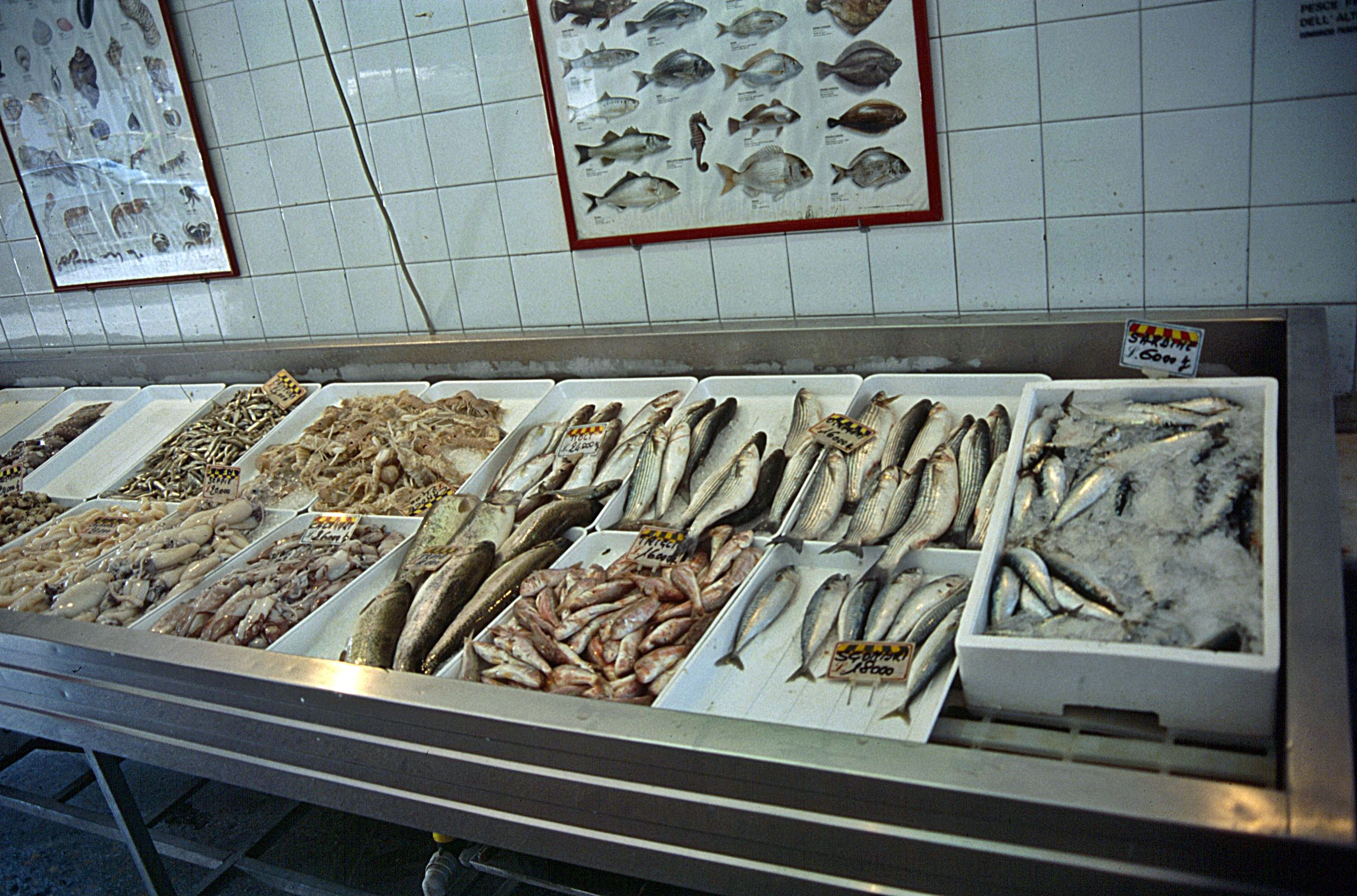
Pesce appena pescato esposto al mercato ittico di Caorle

#### Eventi eno-gastronomici
- Numerose sono le manifestazioni che riguardano il turismo eno-gastronomico. La più antica fra tutte è la tradizionale Festa del pesce, a memoria della fiorente attività di pesca che per anni ha costituito l'unica fonte di vita per l'isola; solitamente tenuta circa a metà del mese di settembre (alla vigilia di quello che era il lungo periodo passato dai pescatori lontano da casa, nei casoni, per la pesca in laguna)
- Dal 2017 si tiene a Caorle lo Street food & sound festival che propone a cittadini e turisti degustazioni di tipici piatti caorlotti e provenienti dalle tradizioni culinarie italiana ed estera.
- Dal 2018 è stata introdotta, nell'ambito dei festeggiamenti per la regata d'altura Cinquecento, una manifestazione gastronomica denominata Gusta la 500, che prevede la partecipazione degli equipaggi che prenderanno parte all'importante regata, con degustazioni, showcooking e musica live.

#### Eventi sportivi
- Di grande rilievo il ruolo sportivo svolto dalla nautica con le numerose regate veliche, di cui la più emblematica è la regata internazionale Cinquecento x 2, la prima regata d'altura nel mediterraneo riservata a due skipper (prima edizione nel 1974)[39][40]. La regata si tiene sulla rotta Caorle - Sansego - Isole Tremiti - Sansego - Caorle ed è inserita nel calendario World Sailing che concorre all’assegnazione del titolo di Campione Italiano Offshore.
- Accanto alla Cinquecento è stata affiancata più recentemente la regata internazionale Duecento, aperta ad equipaggi diversi, sulla rotta Caorle - Grado - Sansego - Grado - Caorle[41].
- Fino agli anni novanta si è tenuto nella cittadina veneta il Meeting Internazionale di atletica leggera, con la presenza di importanti atleti provenienti da tutto il mondo.
- La terza settimana di luglio ha luogo al Villaggio dell'Orologio il Torneo Internazionale di tennis destinato agli amatori, manifestazione che coinvolge fra singolare e doppio maschile fino a 150 ospiti stranieri non classificati provenienti da tutta Europa.
- Dal 2018 si tengono a Caorle le manifestazioni legati alla Venice Cup di karate.
- Nel 2017 e 2018 Caorle ha ospitato le gare valide per la Coppa Italia di Beach Volley. Sempre per questo sport, nel mese di agosto 2019 ha ospitato la Finale del Campionato Italiano Assoluto, oltre alle finali nazionali under 16, under 19 e over 40[42].
- Dall'estate 2005 Caorle ospita la manifestazione denominata International Training Camp - Team Diablo che richiama nella cittadina veneta numerosi gruppi di professionisti ed appassionati della danza sportiva, con la possibilità di frequentare lezioni con insegnanti provenienti da diverse parti del mondo[43]

## Geografia antropica

### Il capoluogo

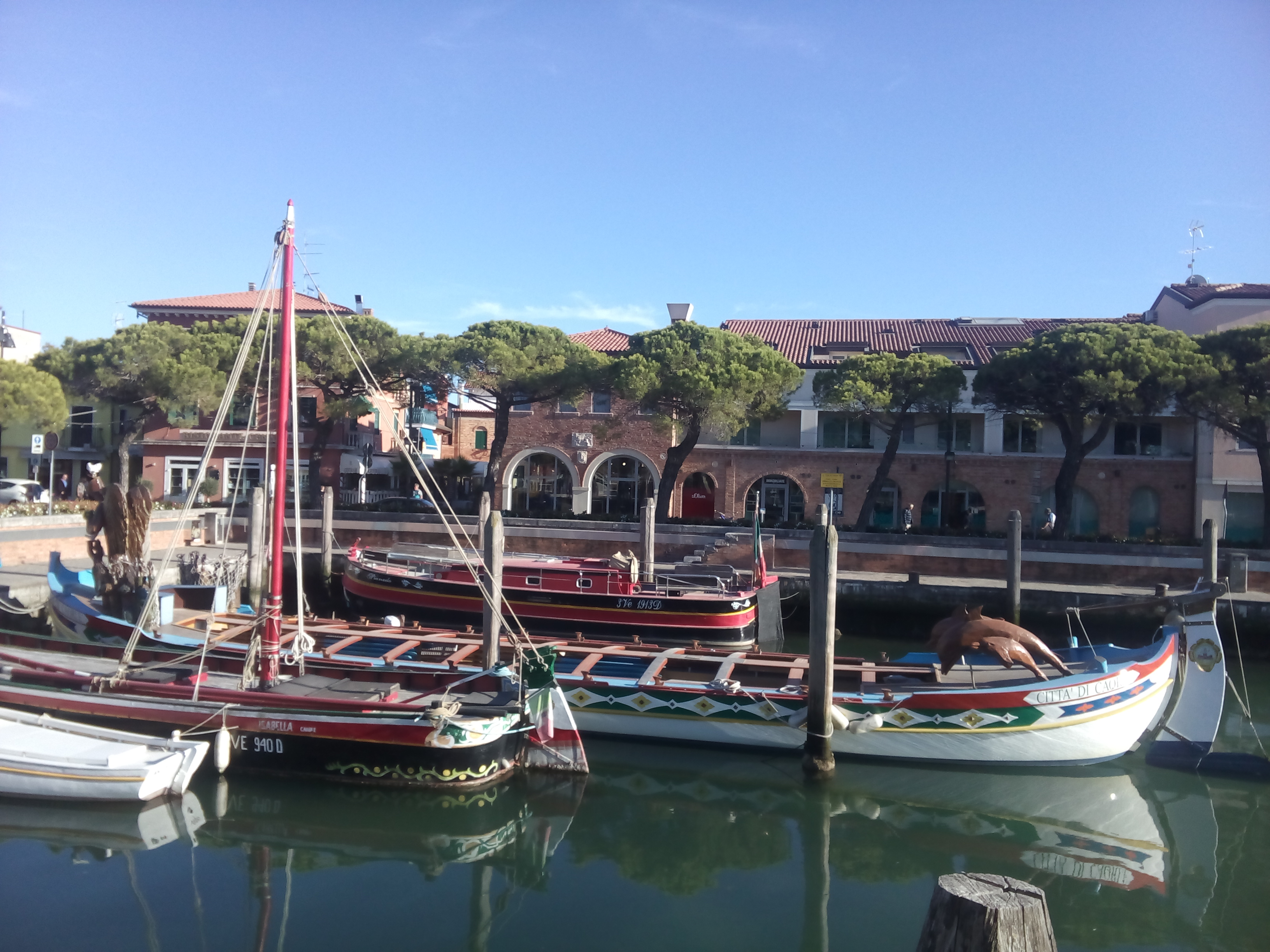
Barche ormeggiate nel porticciolo interno a Caorle

Il territorio cittadino è suddiviso in alcuni rioni: il centro storico, cuore della città, ha il suo fulcro nel duomo che, con il caratteristico campanile cilindrico domina la piazza Vescovado. Adiacente all'edificio sacro e alla casa canonica (ex palazzo vescovile), si trova un piccolo chiostro aperto al pubblico, ricavato con i restauri del 1999 ove sorgeva anticamente il posto di polizia locale, dove sono visibili alcuni lacerti di affresco che ornavano le pareti dell'oratorio di San Rocco. Di fronte al duomo sorge il centro civico, ex casa del fascio, dove ancora oggi si tengono le riunioni del consiglio comunale, oltre ad incontri culturali e mostre d'arte.
Dalla piazza del duomo si dirama un gran numero di calli che sfociano ora in campi e campielli secondari, ora nel principale Rio Terà. La calle principale, detta Calle lunga, attraversa lateralmente tutto il centro storico e rappresenta l'antico decumano massimo del vecchio abitato. All'apice estremo del centro storico, affacciato sul mare, si trova il Santuario della Madonna dell'Angelo, che un tempo fungeva anche da porto, come ancora testimonia il faro installato sul campanile di quella chiesa.
Di fronte al centro storico si trova il porto sul rio interno, l'unico rimasto tra i diversi canali che attraversavano anticamente la città. Il porto, usato per gli ormeggi della flotta di pescherecci di Caorle e disponibile anche per i privati, è collegato tramite il Canale saetta alla laguna di Caorle e alla foce del fiume Lemene, e tramite il Canale del Varoggio alla Darsena dell'Orologio e alla foce del fiume Livenza.

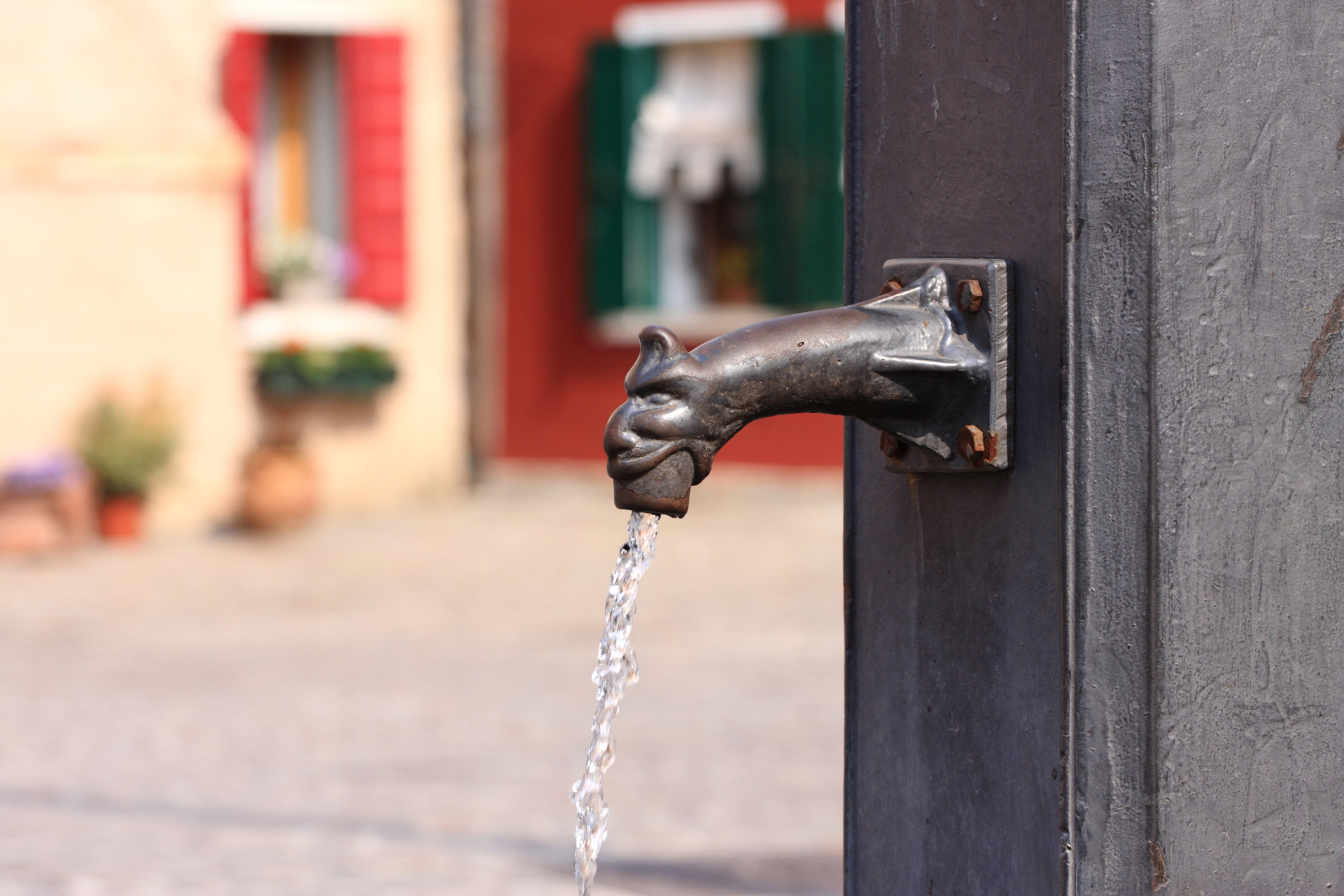
Antica fontana in piazza San Pio X a Caorle

Verso sud-ovest, dalla via dedicata a sant'Andrea prende forma l'omonimo rione, una serie di strade con il nome di pesci, prodotti tipici del pescato locale. Sull'altra sponda del rio centrale, si ha invece il moderno rione Sansonessa, che ospita la zona industriale di Caorle. Ancora più a sud si estende il rione Santa Margherita, attraversato dal lungo viale Santa Margherita, un tempo coperto da dune e da una folta vegetazione, e termina sulla riva sinistra del fiume Livenza. Sempre costeggiando il Rio centrale, a sud del rione Sant'Andrea, si trova il recente rione dell'Orologio (tradizionalmente incorporato nel rione Santa Margherita), che prende il nome dall'omonimo canale e comprende la vicina Darsena dell'Orologio, che si articola in una sorta di quadrante di meridiana con una serie di vie che hanno il nome dei segni dello zodiaco; a nord-est del centro storico si estendono invece i rioni San Giuseppe, più interno, e Falconera, che arriva fino alla foce del Lemene, nella zona dell'antico Porto Romatino e dei territori lagunari, dove si trovano i tipici Casoni di Caorle.

### Le frazioni
Secondo lo Statuto Comunale le frazioni del comune di Caorle sono Brussa e San Giorgio di Livenza.
- Brussa; antico territorio al confine con il comune di Portogruaro. Si trova immerso nella laguna, in quella che prende il nome di Vallevecchia, recentemente rivalutata da parte del comune; la presenza di una piccola spiaggia consente un turismo improntato sia alla stagione balneare che alla scoperta della natura della zona, prevalentemente per scopi faunistici. La denominazione Castello, dal latino Castrum, testimonia invece la presenza di un tribuno dell'aristocrazia terriera sul litorale compreso tra Caorle e Bibione. Caratteristica di Brussa è il fatto di essere separata dal capoluogo: l'unica strada per raggiungerla attraversa i comuni di San Stino di Livenza, Concordia Sagittaria e Portogruaro; per questo motivo la giurisdizione ecclesiastica è stata modificata nel 2018, quando Brussa è passata dal patriarcato di Venezia alla diocesi di Concordia-Pordenone.[44]
- San Giorgio di Livenza; è la più popolosa frazione del comune. Anticamente qui il vecchio alveo del fiume Livenza separava il territorio del comune di Caorle da quello di San Stino di Livenza: sulla sponda destra sorge San Giorgio mentre su quella sinistra La Salute di Livenza. La bonifica del XIX secolo ha modificato il corso del Livenza, separando di fatto la frazione sanstinese di La Salute in due: quella alla sinistra del fiume e quella alla destra che oggi forma un tutt'uno con San Giorgio. Dai primi anni '70 del secolo scorso gran parte del territorio di La Salute posto a destra del fiume Livenza è sotto la giurisdizione religiosa della parrocchia di San Giorgio. Il territorio civilmente soggetto al comune di Caorle, storicamente e culturalmente ne è separato per la sua appartenenza alla diocesi di Vittorio Veneto sin da quando i proprietari di queste terre erano i Da Ponte, mentre il capoluogo comunale (un tempo sede della diocesi di Caorle) rientra sotto la giurisdizione del patriarcato di Venezia. Particolare da sottolineare è proprio la composizione geografica della parrocchia di San Giorgio Martire: la parrocchia è la punta estrema della diocesi di Vittorio Veneto, territorio che si incuneava tra le diocesi di Caorle e di Concordia. La parrocchia si estende su un vastissimo territorio prevalentemente agricolo e quasi del tutto disabitato. Il grosso della popolazione della parrocchia risiede nel grande centro abitato composto da San Giorgio di Livenza e da quella porzione di La Salute che si trova sulla sponda destra del Livenza. Un altro piccolo centro, ora poco abitato, è Valle Tagli con una sua piccola e graziosa chiesetta di campagna, fino alla metà degli anni novanta, quando il piccolo borgo agricolo contava una cinquantina di abitanti, vi veniva celebrata la messa domenicale.

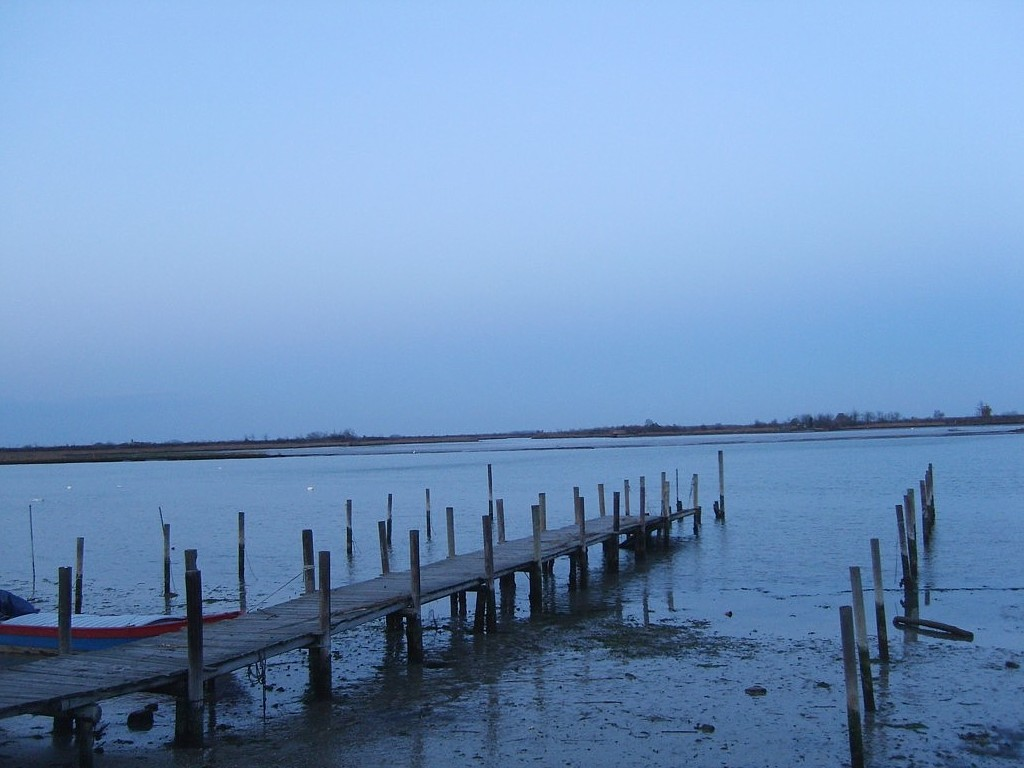
La laguna di Caorle alle foci del Lemene

### Le località
Oltre alle due frazioni, il comune di Caorle comprende le località di Cà Corniani, Cà Cottoni, Ottava Presa, San Gaetano, Marango, Castello di Brussa, Porto Santa Margherita, Lido Altanea e Duna Verde.
- Ca' Corniani - Ca' Cottoni; le due località che si estendono a nord, all'inizio del XX secolo e fino agli anni settanta erano il vero centro della popolazione, grazie alle fiorenti attività agricole che costituivano la seconda fonte di sussistenza del paese (oltre alla pesca). Entrambe le località prendono il nome da famiglie nobili veneziane. Ca' Cottoni conserva la recentemente restaurata chiesa della Resurrezione, di età barocca; a nord confina con il comune di San Stino di Livenza.
- Castello di Brussa; località posta nei pressi della frazione Brussa, ubicata appena a sud di Lugugnana lungo la strada provinciale 70.
- Duna Verde; verso sud si articola la località di Duna Verde, anch'essa nata nell'ultimo trentennio del secolo scorso e prevalentemente votata al turismo. Confina con il comune di Eraclea.
- Porto Santa Margherita; il litorale di ponente del capoluogo, che si interrompe alle foci del fiume Livenza, riprende dall'altra sponda con la località di Porto Santa Margherita. Negli anni settanta, la località era considerata la perla dell'Adriatico, all'avanguardia per quanto riguarda le strutture balneari. Dall'anno 2000 la zona è in via di rivalutazione anche grazie ai nuovi villaggi sorti nel territorio della Valle Altanea il cui lido è parte della località stessa. Di notevole importanza è la presenza della attrezzata darsena Marina 4, che insieme alla Darsena dell'Orologio, riceve da diversi anni consecutivamente la Bandiera Blu per gli approdi turistici.
- San Gaetano - Ottava Presa - Marango; si trovano a nord del capoluogo, sull'altra riva del Livenza rispetto a Ca' Corniani e Ca' Cottoni. Fanno parte di una vasta porzione di terreno, atto per lo più all'attività agricola, anticamente suddiviso in prese, cioè appezzamenti di terreno di dimensione variabile. La località di San Gaetano si trova immersa in una regione di terra che ha mantenuto (unica all'interno della laguna di Caorle) il suo carattere fondamentalmente palustre. Ottava Presa è l'unica località che ha mantenuto la denominazione originaria; recentemente si sta riconvertendo da un uso prevalentemente agricolo a una destinazione residenziale e industriale; confina con il comune di San Stino, che divide con Caorle la località. La località di Marango, confinante col comune di Concordia Sagittaria, prende il nome dall'omonima via che congiunge i due comuni; ha sede una piccola comunità monastica.

## Economia

### Pesca e agricoltura
L'economia di Caorle è da sempre basata in modo particolare sulla pesca. Già al tempo del Privilegio delle Acque (XV secolo) si hanno notizie del primo consorzio peschereccio, sebbene la costituzione legale risalga soltanto al 1858. Dopo un periodo fiorente negli anni trenta, grazie all'interessamento importante del cavalier Eugenio Bellotto, il consorzio entrò in una profonda crisi economica, che portò al fallimento negli anni novanta. Oggi sopravvive il mercato ittico, sotto il controllo del comune, che sorge vicino al porticciolo interno, nel centro città.
Con la bonifica del XIX secolo della zona di Ca' Corniani e con la vendita dei diritti di pesca nelle zone della laguna di Caorle verso la fine del novecento, una grossa fetta dell'economia di Caorle passò all'agricoltura. Grazie anche alla ricerca impiegata in questo campo, Caorle ha potuto fregiarsi più volte del riconoscimento Spighe Verdi della FEE, che premia i comuni rurali che intendono valorizzare uno sviluppo sostenibile del territorio, la cura dell'ambiente e la difesa del paesaggio.

### Industria
Specialmente a partire dagli anni ottanta, Caorle ha potuto anche estendere la sua economia nel settore secondario, con lo sviluppo di un'importante zona industriale all'ingresso del centro storico, nel rione Sansonessa, e la costruzione di un'area PIP presso la frazione di Ottava Presa.

### Turismo

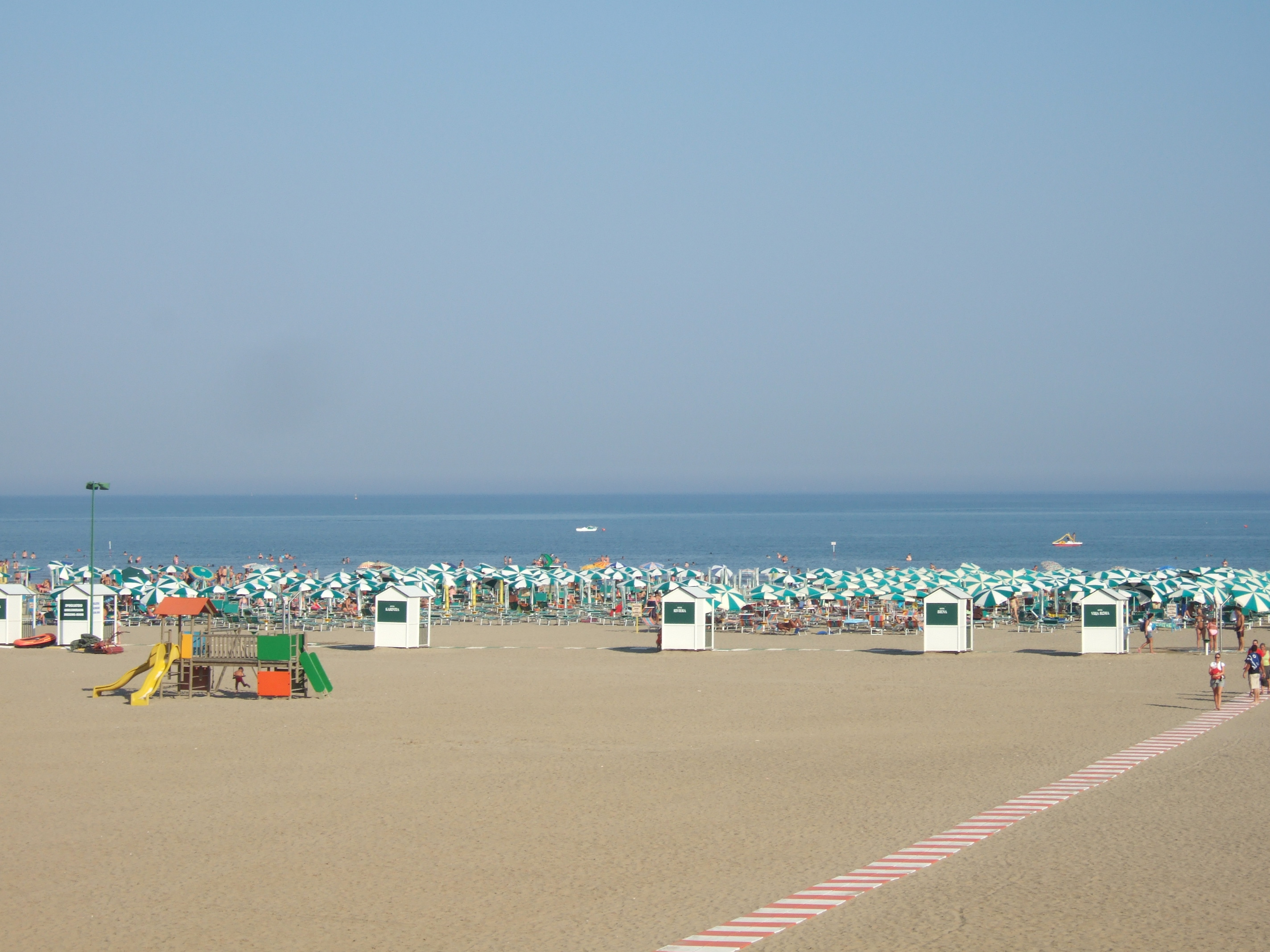
Spiaggia di levante a Caorle

L'ambito, però, in cui l'economia di Caorle è attualmente fortemente incentrata rimane il turismo. La cittadina veneta offre ai turisti amanti del mare oltre 250 strutture alberghiere, numerosi appartamenti per vacanza, villaggi turistici e campeggi. Inoltre, un migliaio di posti barca sono distribuiti nelle due darsene cittadine, la Darsena dell'Orologio nel centro del capoluogo, Bandiera Blu per gli approdi turistici ininterrottamente dal 1992, e Marina 4 a Porto Santa Margherita, dove attraccano unità da diporto anche di grandi dimensioni.
La città di Caorle, con le sue spiagge di Levante e di Ponente (separate dalla scogliera e dalla diga foranea), Duna Verde, Lido Altanea, Porto Santa Margherita e Brussa, si affaccia sul mare Adriatico per 18 chilometri di arenile, più volte premiato con la Bandiera Blu della FEE.
A nord si trova la Laguna di Caorle, che offre la possibilità di escursioni in barca in mezzo alla natura incontaminata, che tanto piaceva allo scrittore Ernest Hemingway, il quale la descrisse nel suo libro Di là dal fiume e tra gli alberi. Tra le valli e le barene si trovano i Casoni, tipiche costruzioni usate in passato dai pescatori durante il periodo della pesca.
Ma Caorle, unica sull'Adriatico, è capace di conciliare stagione balneare e un pregevole centro storico, con le sue casette variopinte distribuite fra calli, campi e campielli. D'inverno la città non si svuota, ma continua ad offrire opportunità per i turisti, con alberghi e appartamenti per vacanza aperti tutto l'anno e, nel centro storico, i mercatini di Natale e una pista di pattinaggio sul ghiaccio all'aperto da dicembre ai primi giorni di febbraio (iniziativa avviata con successo dal 2015).

## Infrastrutture e trasporti
A Caorle si può arrivare:
- In automobile: prendendo l'Autostrada A4 in direzione Trieste è possibile uscire a San Stino di Livenza e percorrere la Strada provinciale 59 San Stino - Caorle; arrivando da San Donà di Piave si percorre la Strada provinciale 54 San Donà - Caorle.
- In treno: scendendo alla Stazione di Portogruaro-Caorle della Ferrovia Venezia-Trieste è possibile prendere gli automezzi della compagnia locale ATVO nella linea Portogruaro - Caorle.
- In autobus: Caorle è raggiungibile tramite i bus della compagnia ATVO, in particolare la linea 2 che la collega con Portogruaro e la linea 4A che la collega con San Donà-Aeroporto Marco Polo-Mestre-Venezia
- In aereo: è disponibile un'aviosupeficie a 7 km dal centro storico per coloro che hanno un aereo privato o usufruiscono di taxi aereo da e per gli aeroporti maggiori; l'aeroporto più vicino è comunque quello di Venezia Tessera.

## Riconoscimenti
- Caorle è insignita dell'ambito riconoscimento della Bandiera blu assegnato dalla FEE ininterrottamente dal 1992. Le bandiere blu assegnate al litorale di Caorle sono cinque per le spiagge (Brussa, Duna Verde, Levante, Ponente, Porto Santa Margherita) ed uno per gli approdi (Darsena dell'Orologio)[48].
- A partire dalla prima edizione (anno 2016), Caorle è tra i comuni insigniti del riconoscimento Spighe Verdi, nell'ambito del programma della Foundation for Environmental Education per lo sviluppo rurale sostenibile, unico comune in tutto il Veneto[49][50]. Il programma di agricoltura sostenibile di Caorle è stato anche oggetto di un documentario trasmesso dal programma Superquark, condotto da Piero Angela[51][52].
- Nel 2017, nell'ambito dell'iniziativa del MiBAC "Viaggio italiano" per la valorizzazione di 1000 borghi italiani dall'entroterra alla costa, Caorle è stata riconosciuta Borgo storico marinaro d'Italia[7].
- Sempre nel 2017, Caorle è risultata al primo posto, per quanto riguarda la Regione Veneto, nella classifica "I 20 paesi più belli d'Italia nel 2016" stilata dal sito internet skyscanner.it[53][54].

## Amministrazione
| Periodo          | Periodo          | Primo cittadino   | Partito                                                      | Carica                  | Note |
| ---------------- | ---------------- | ----------------- | ------------------------------------------------------------ | ----------------------- | ---- |
| 9 settembre 1985 | 7 agosto 1990    | Giovanni Marson   | Democrazia Cristiana                                         | Sindaco                 |      |
| 7 agosto 1990    | 11 maggio 1992   | Giovanni Padovese | Democrazia Cristiana                                         | Sindaco                 |      |
| 10 luglio 1992   | 2 giugno 1993    | Luigino Moro      | Partito Democratico della Sinistra                           | Sindaco                 |      |
| 3 agosto 1993    | 22 novembre 1993 | Cosimo Zagordo    | -                                                            | Commissario prefettizio |      |
| 22 novembre 1993 | 28 maggio 2002   | Luigino Moro      | centro-sinistra                                              | Sindaco                 |      |
| 28 maggio 2002   | 8 maggio 2012    | Marco Sarto       | lista civica                                                 | Sindaco                 |      |
| 8 maggio 2012    | 17 aprile 2015   | Luciano Striuli   | lista civica di centro-destra Per il bene della nostra città | Sindaco                 |      |
| 17 aprile 2015   | 5 giugno 2016    | Piera Bumma       | -                                                            | Commissario prefettizio |      |
| 6 giugno 2016    | 4 ottobre 2021   | Luciano Striuli   | lista civica di centro-destra Luciano Striuli sindaco        | Sindaco                 |      |
| 4 ottobre 2021   | in carica        | Marco Sarto       | lista civica di centro-sinistra Sarto - Caorle di tutti      | Sindaco                 |      |

## Galleria d'immagini

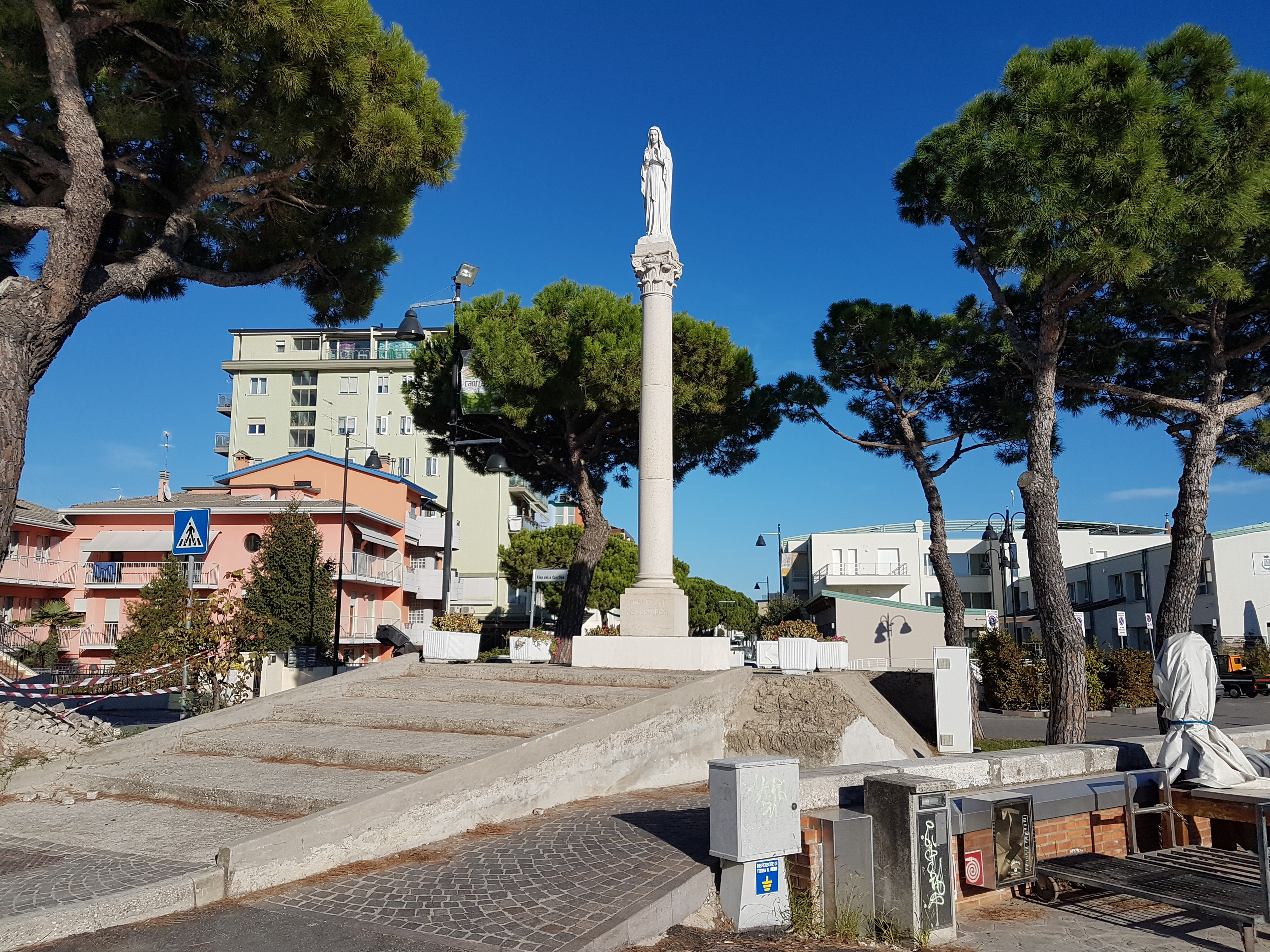
Capitello della Madonna all'ingresso della città
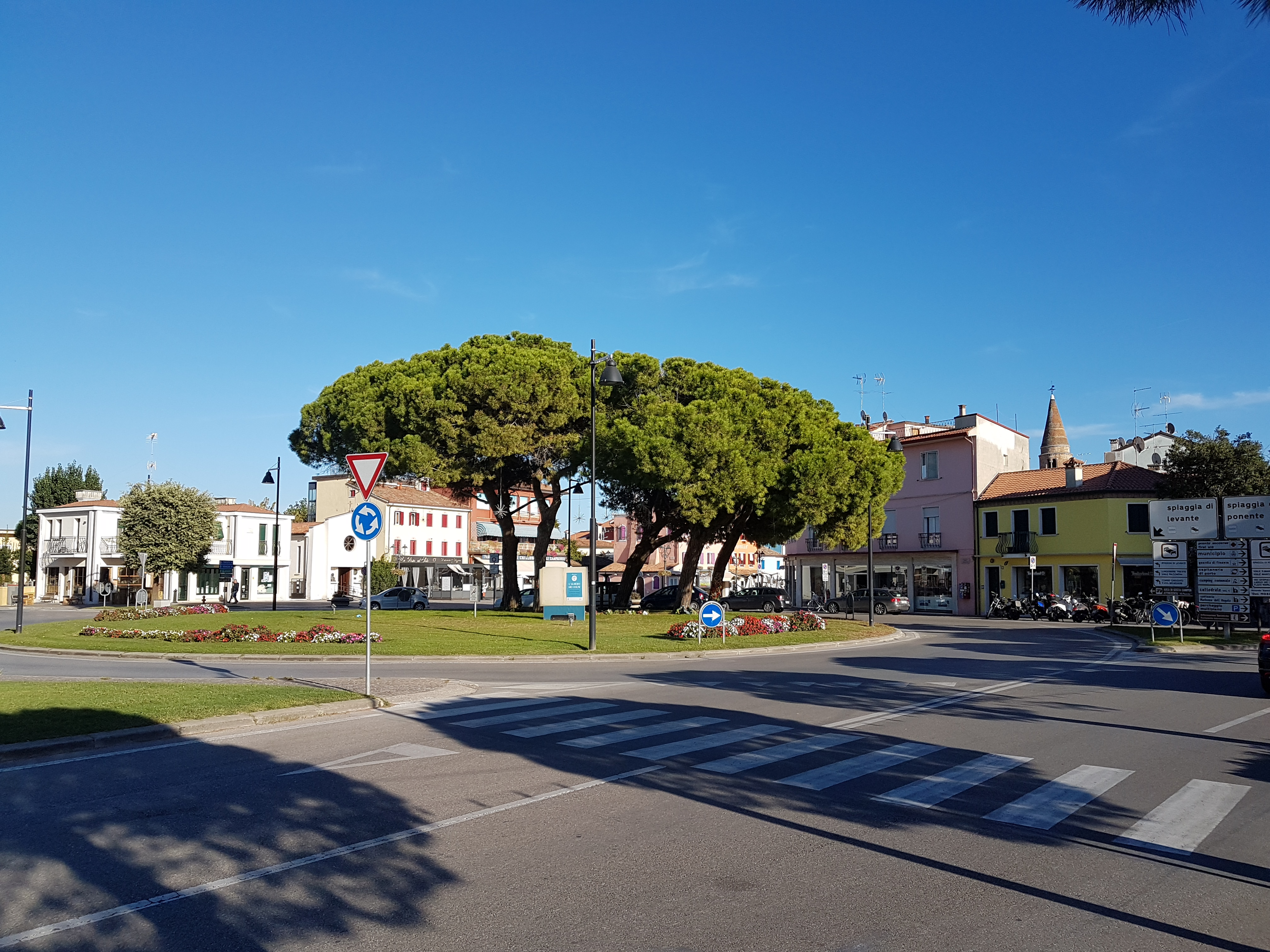
La piazza antistante il porto interno
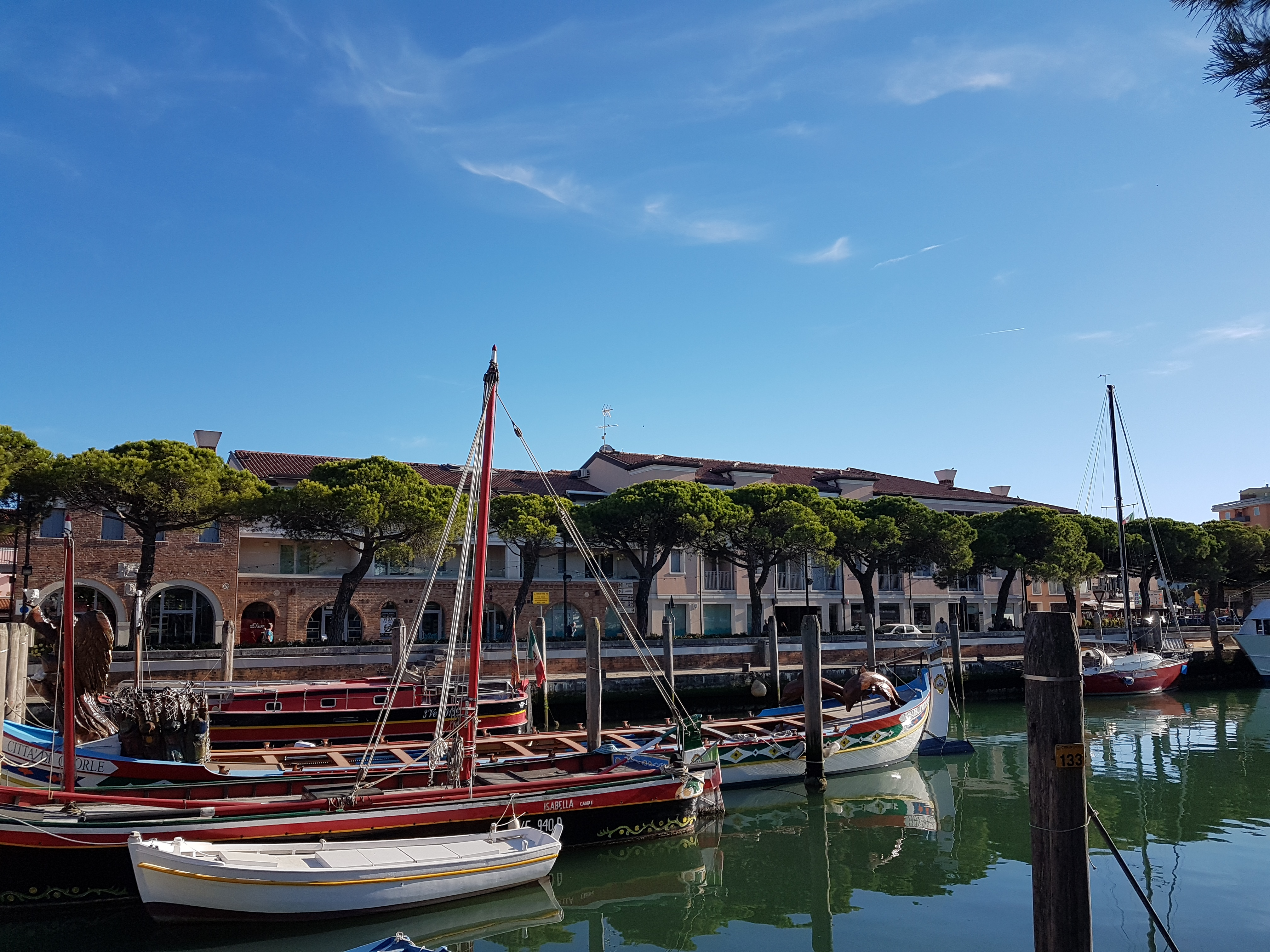
Il porto interno e l'ex consorzio peschereccio
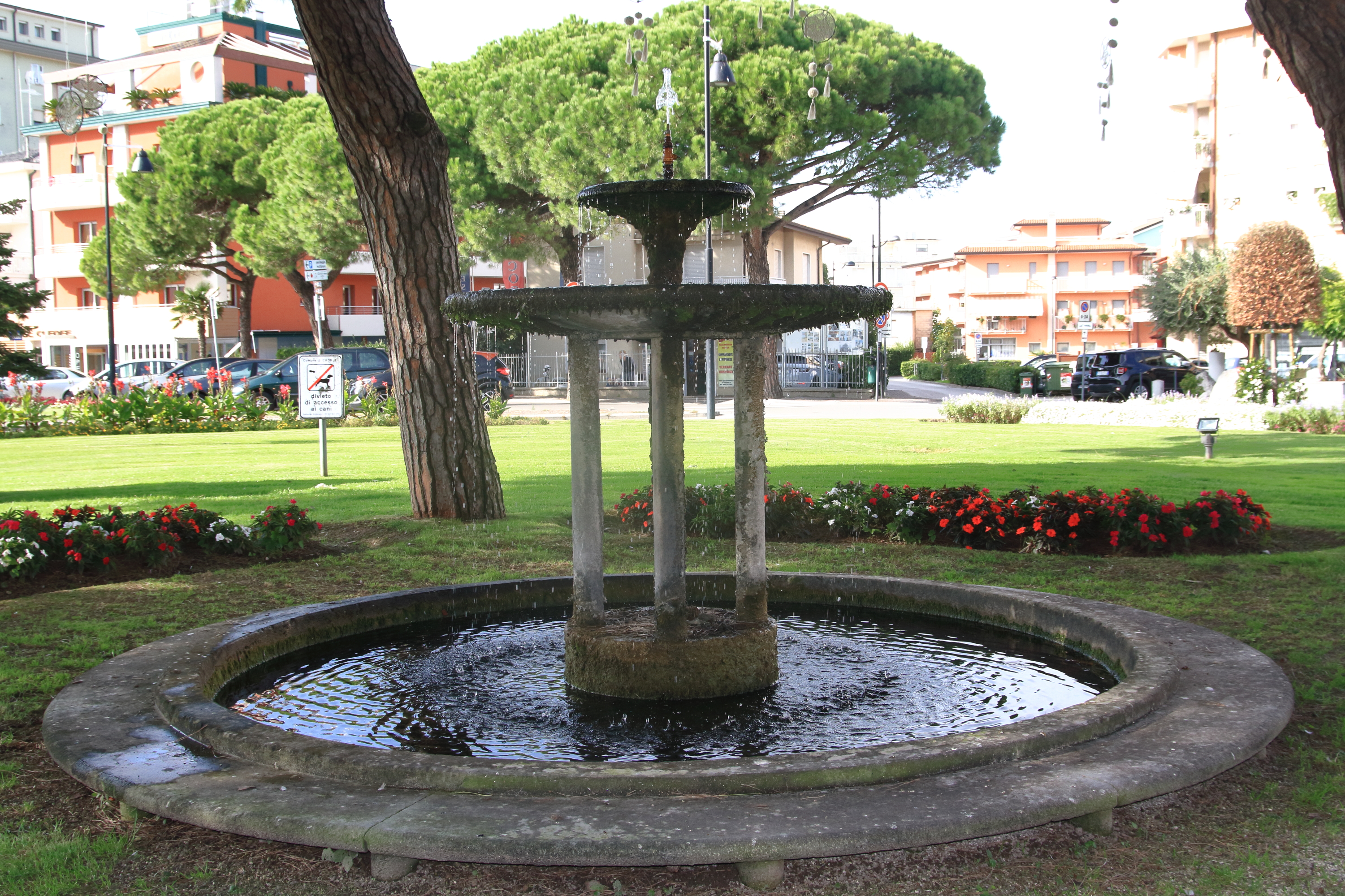
Piazza papa Giovanni XXIII
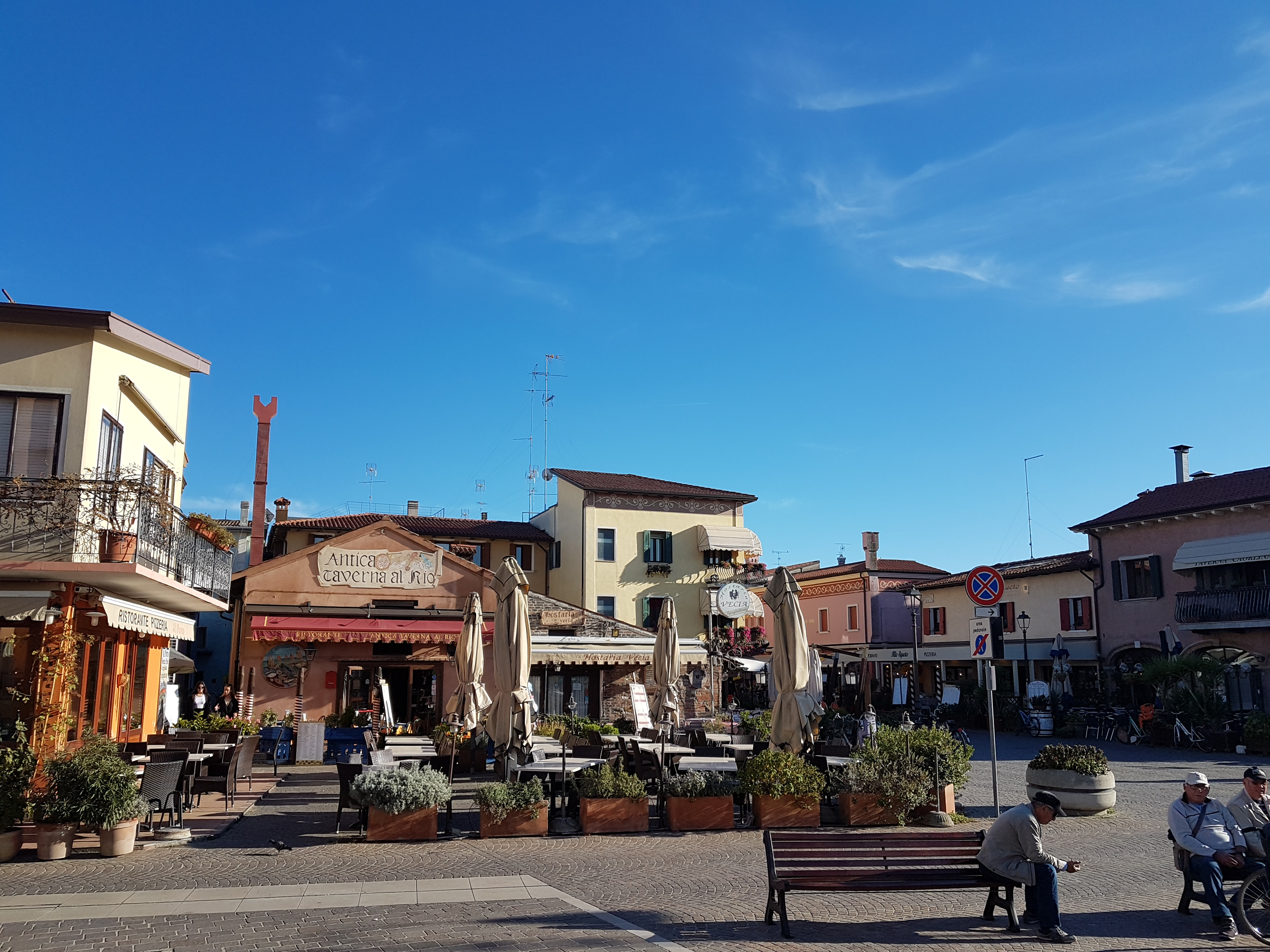
Centro storico - Largo Francesconi
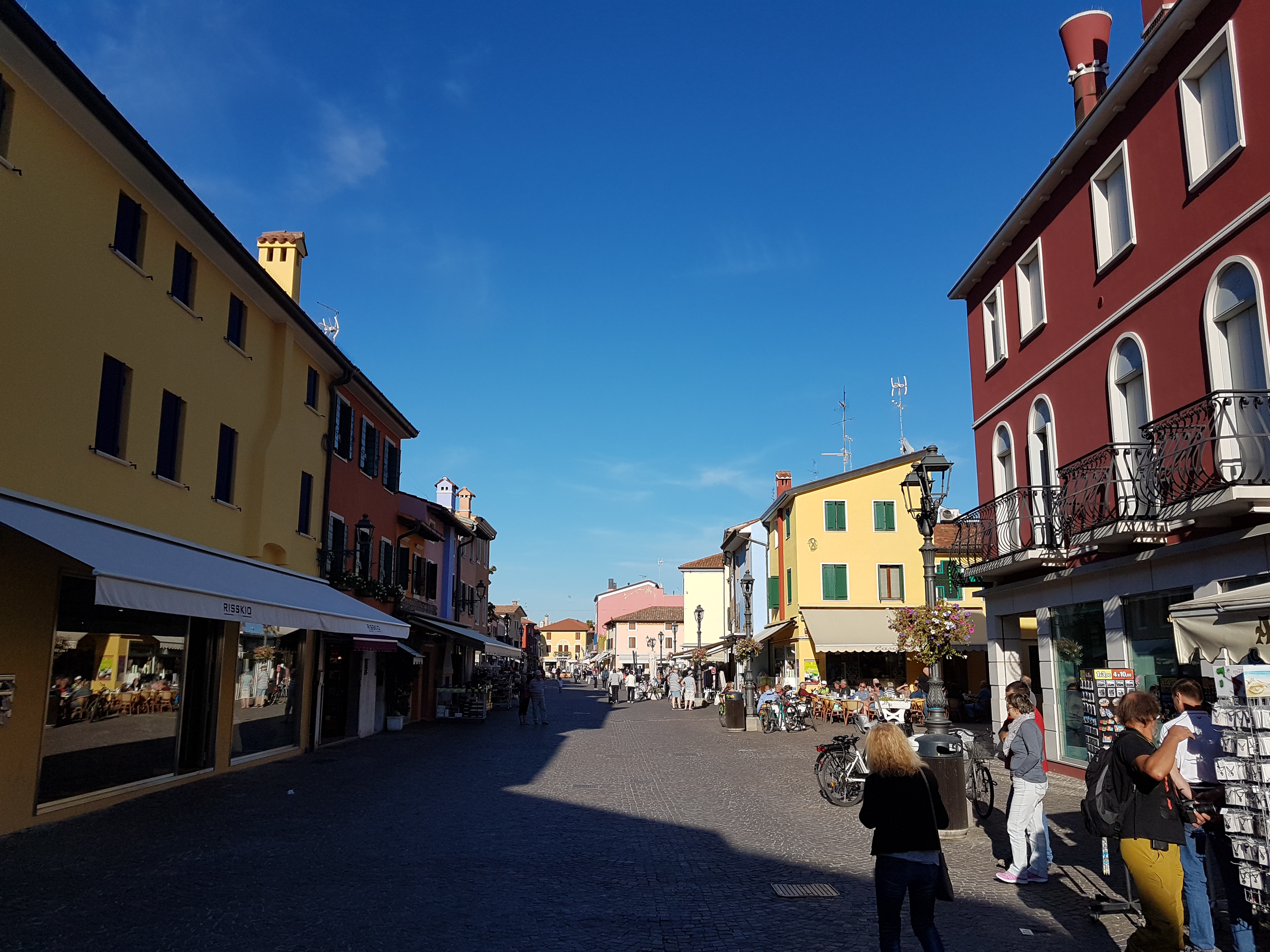
Centro storico - Rio terà delle botteghe
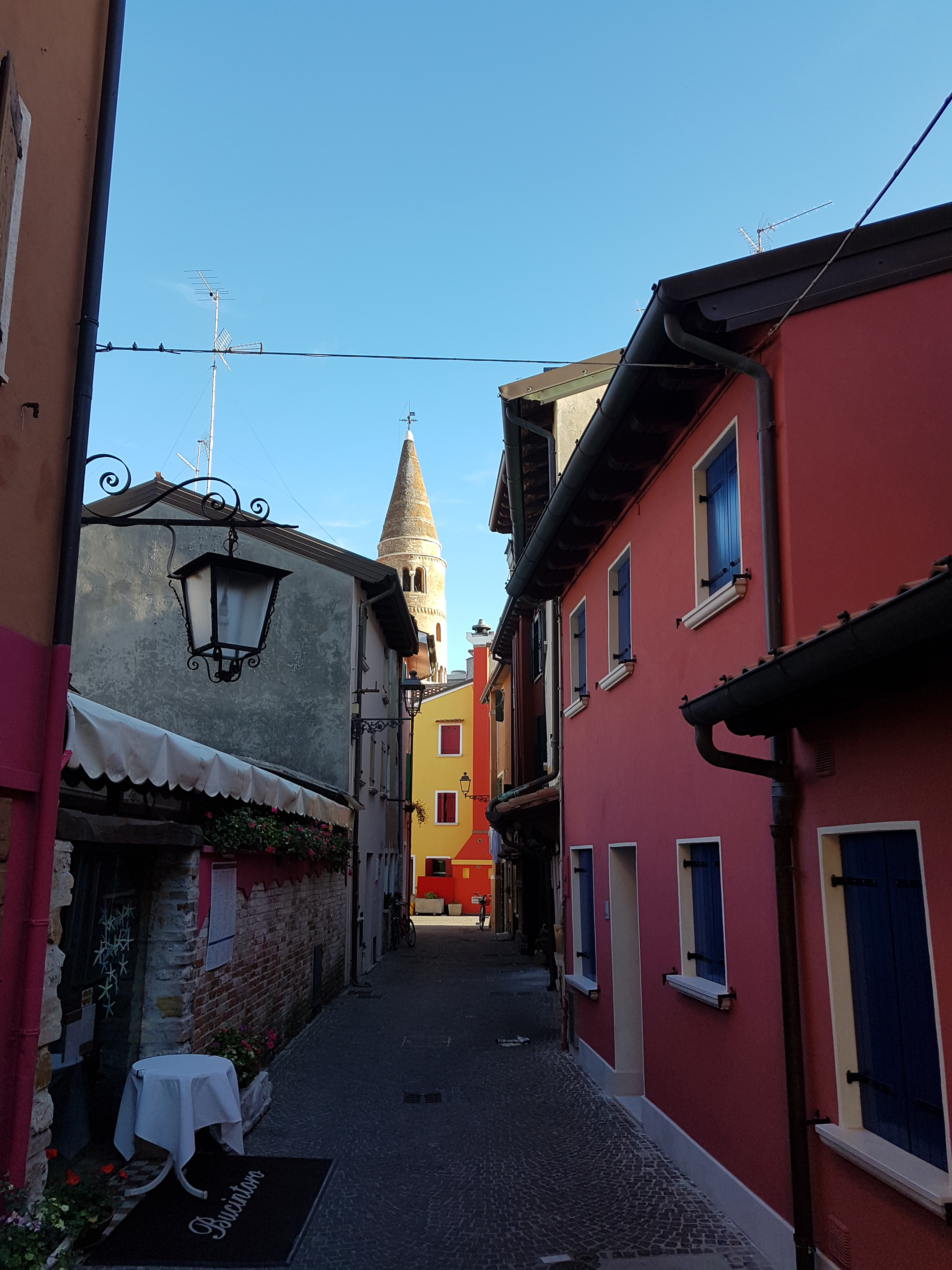
Centro storico - Calle del doge
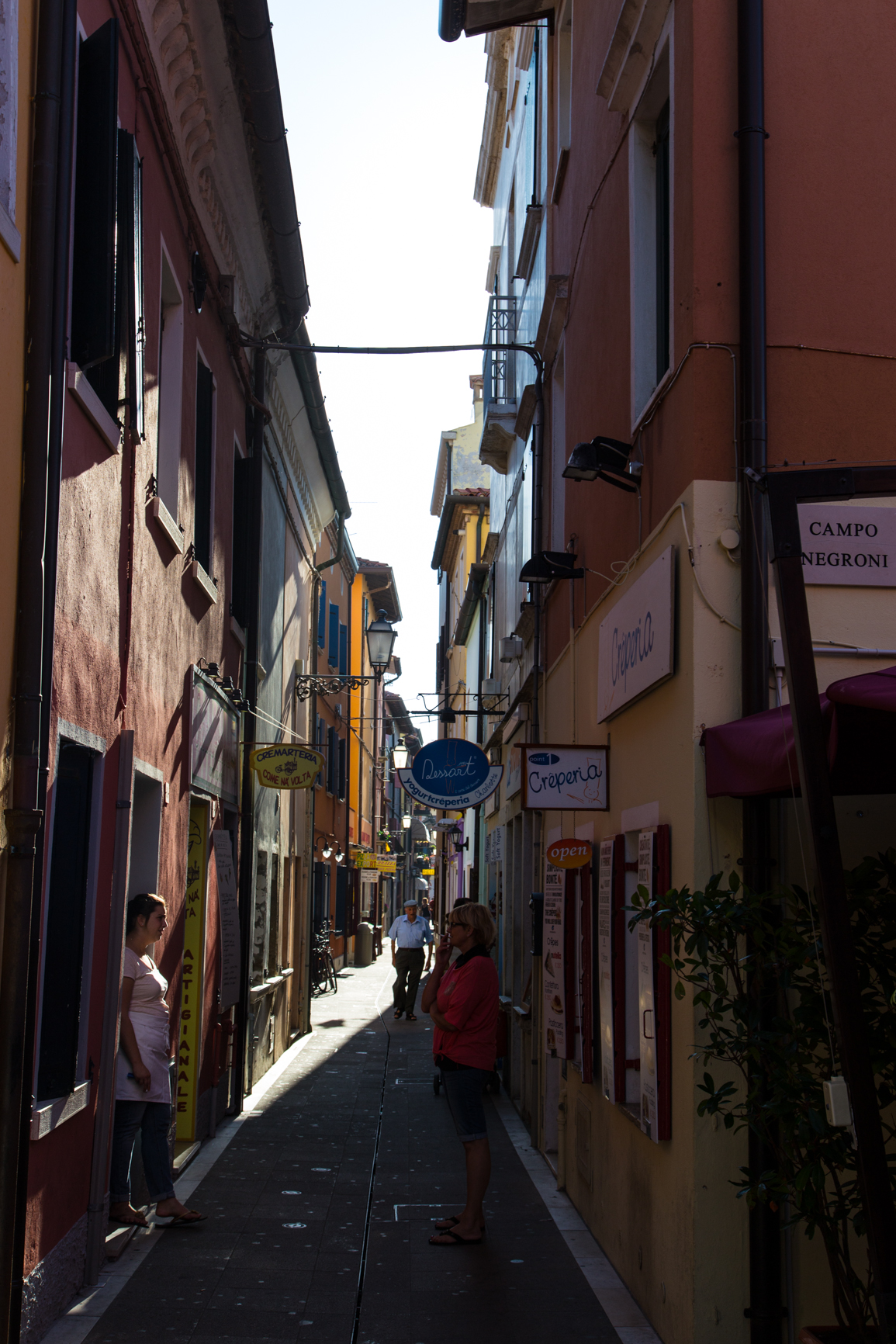
Centro storico - Calle lunga
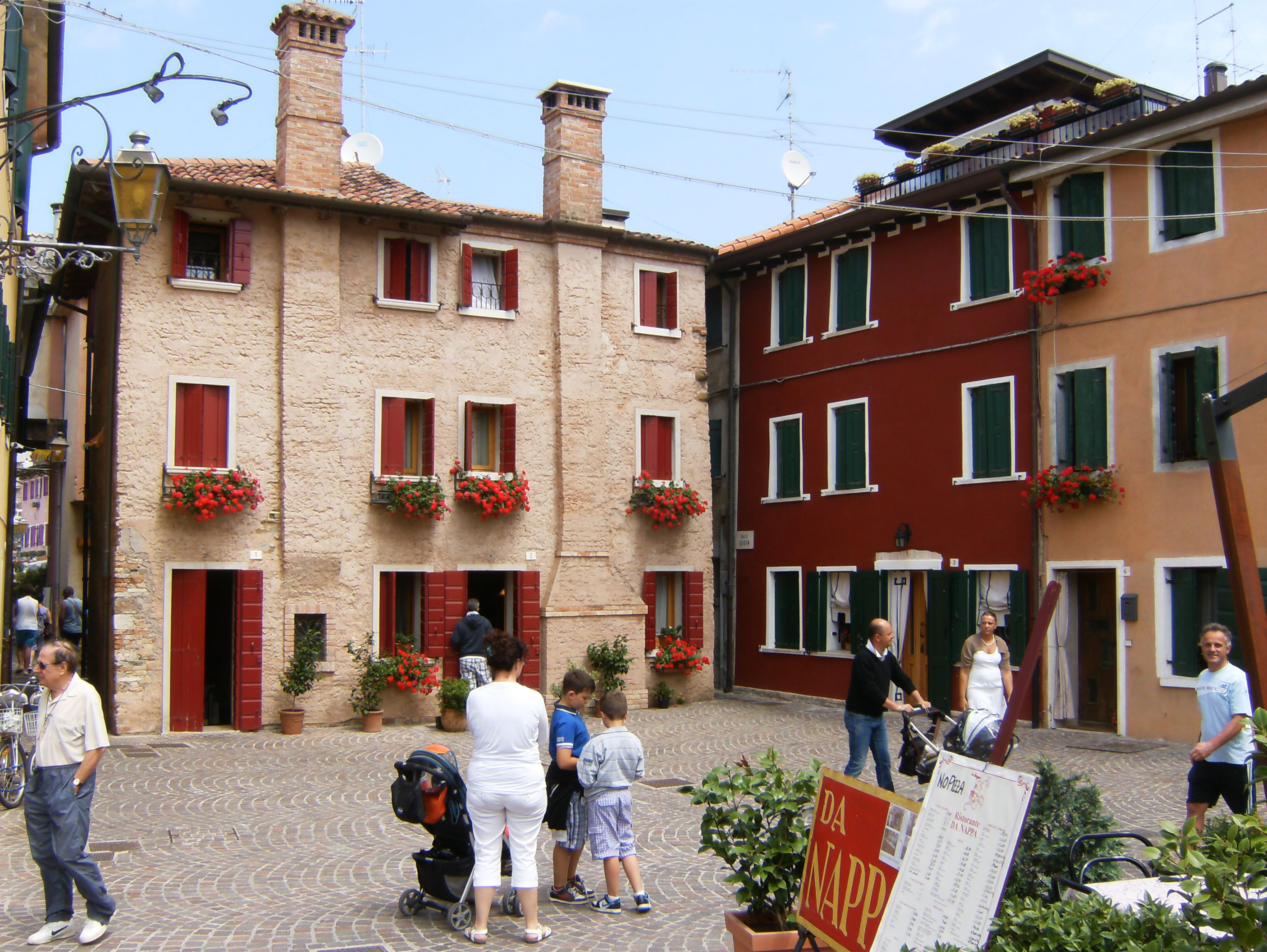
Centro storico - Campo San Rocco
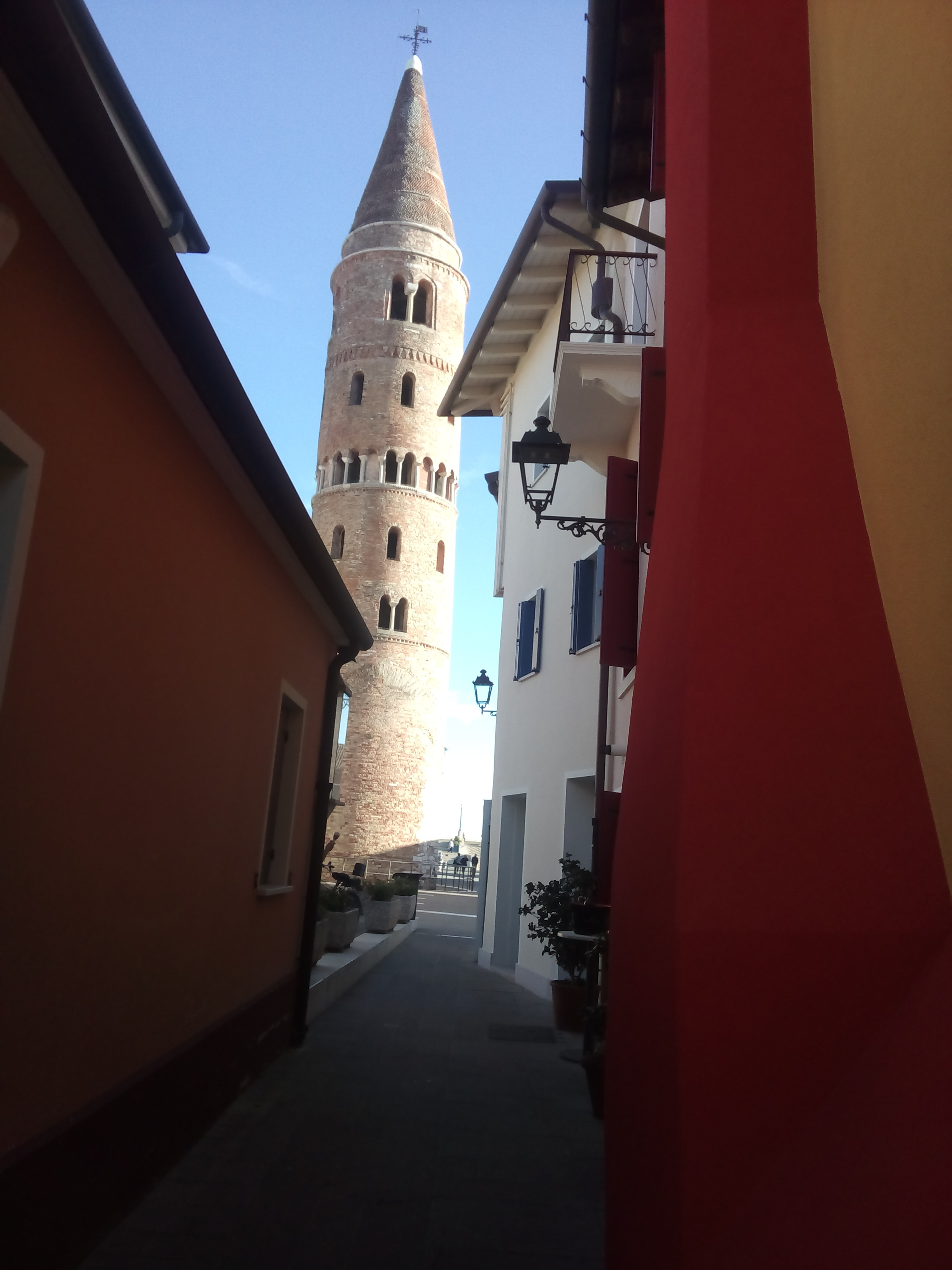
Centro storico - Calle dei vescovi Tomba
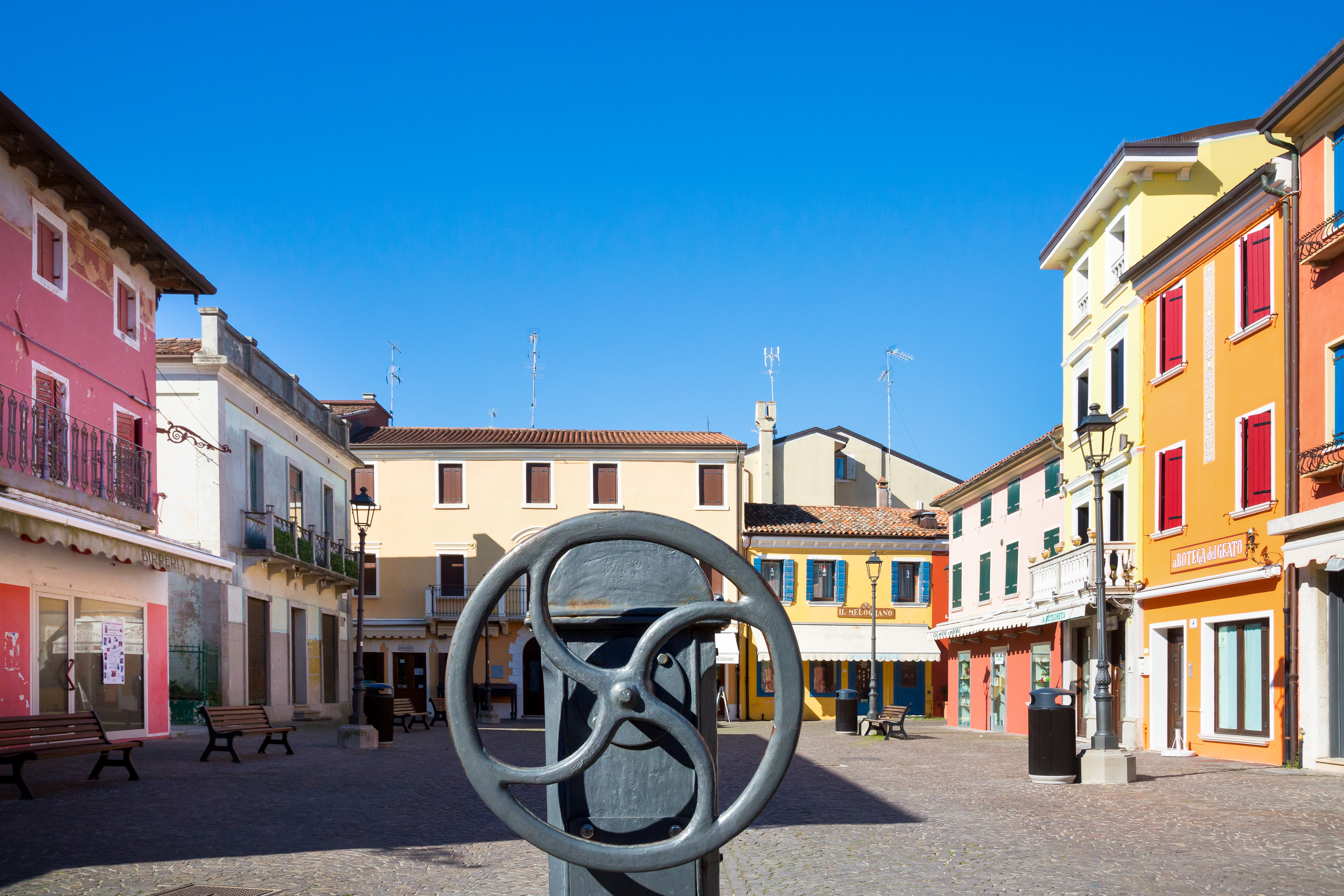
Centro storico - Piazza San Pio X
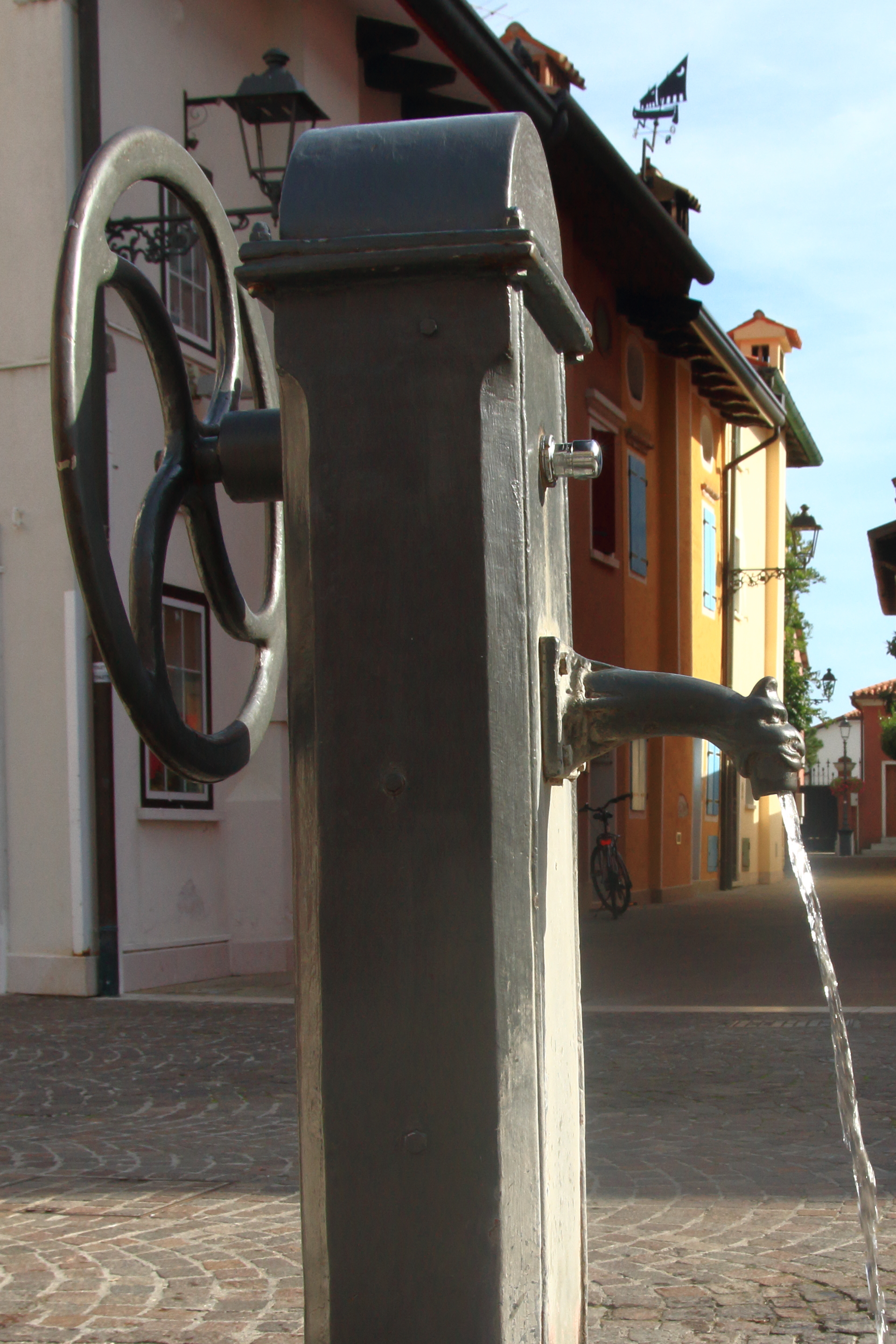
Centro storico - Calle cancelleria
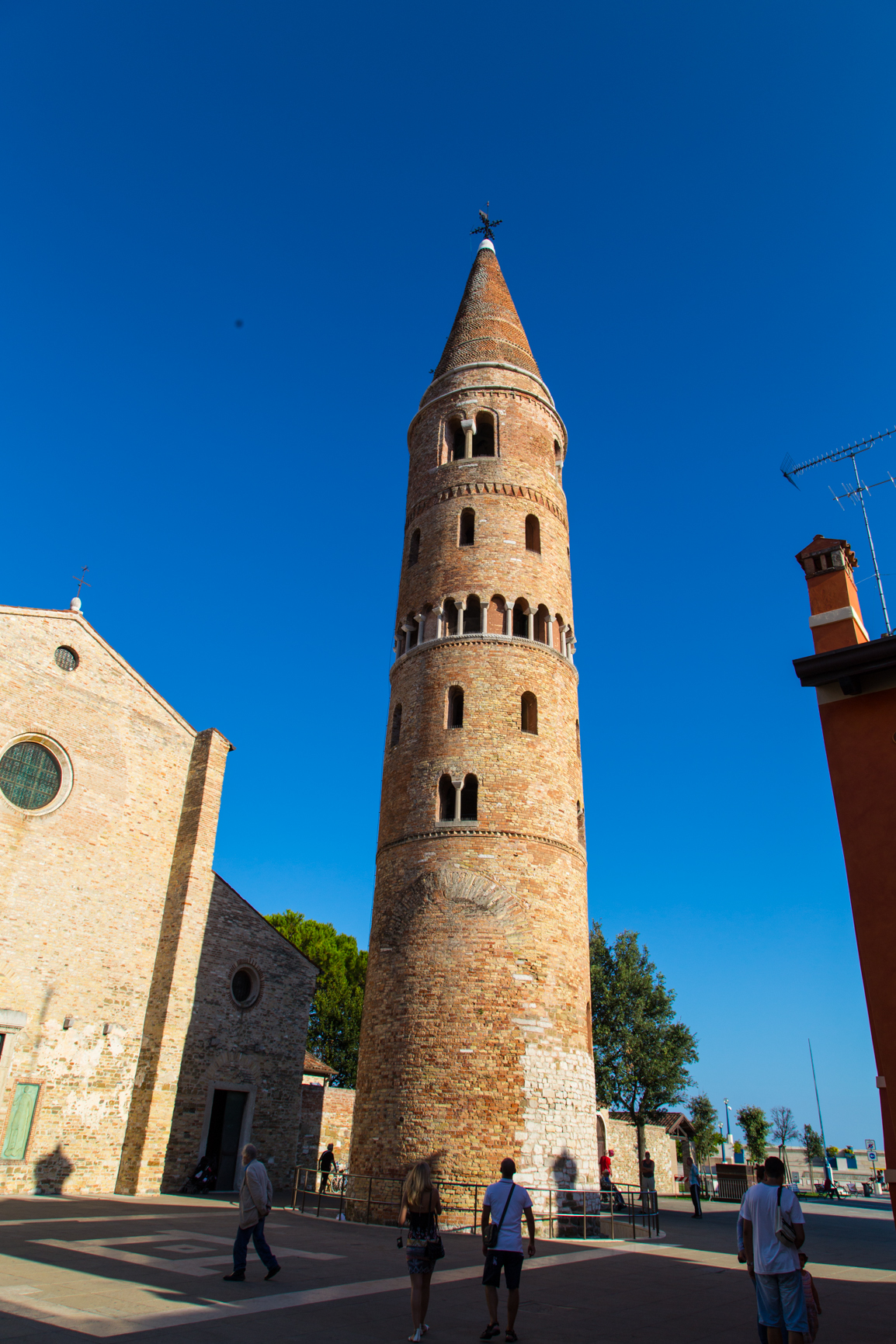
Centro storico - Campo del Duomo
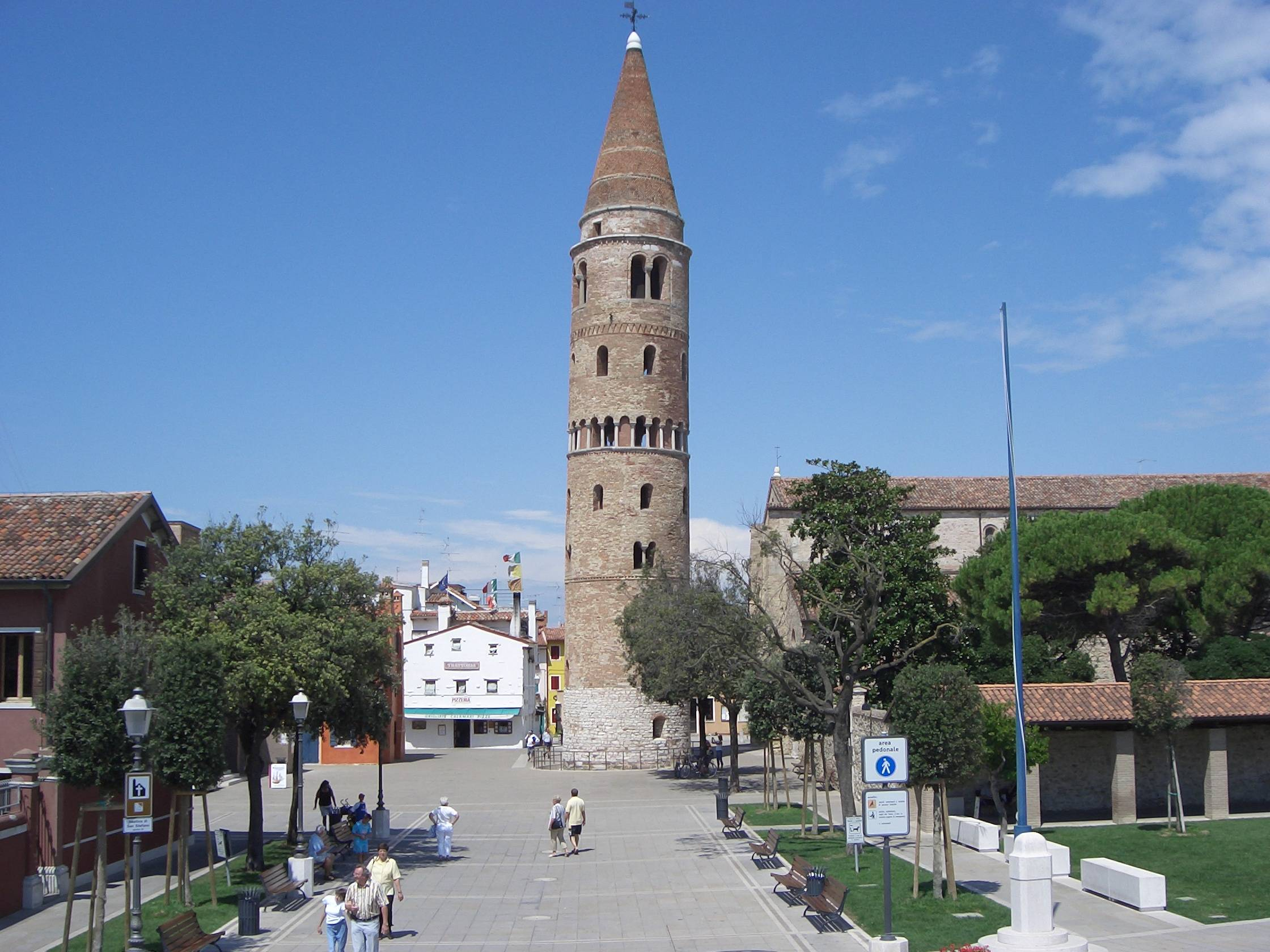
Centro storico - Piazza vescovado
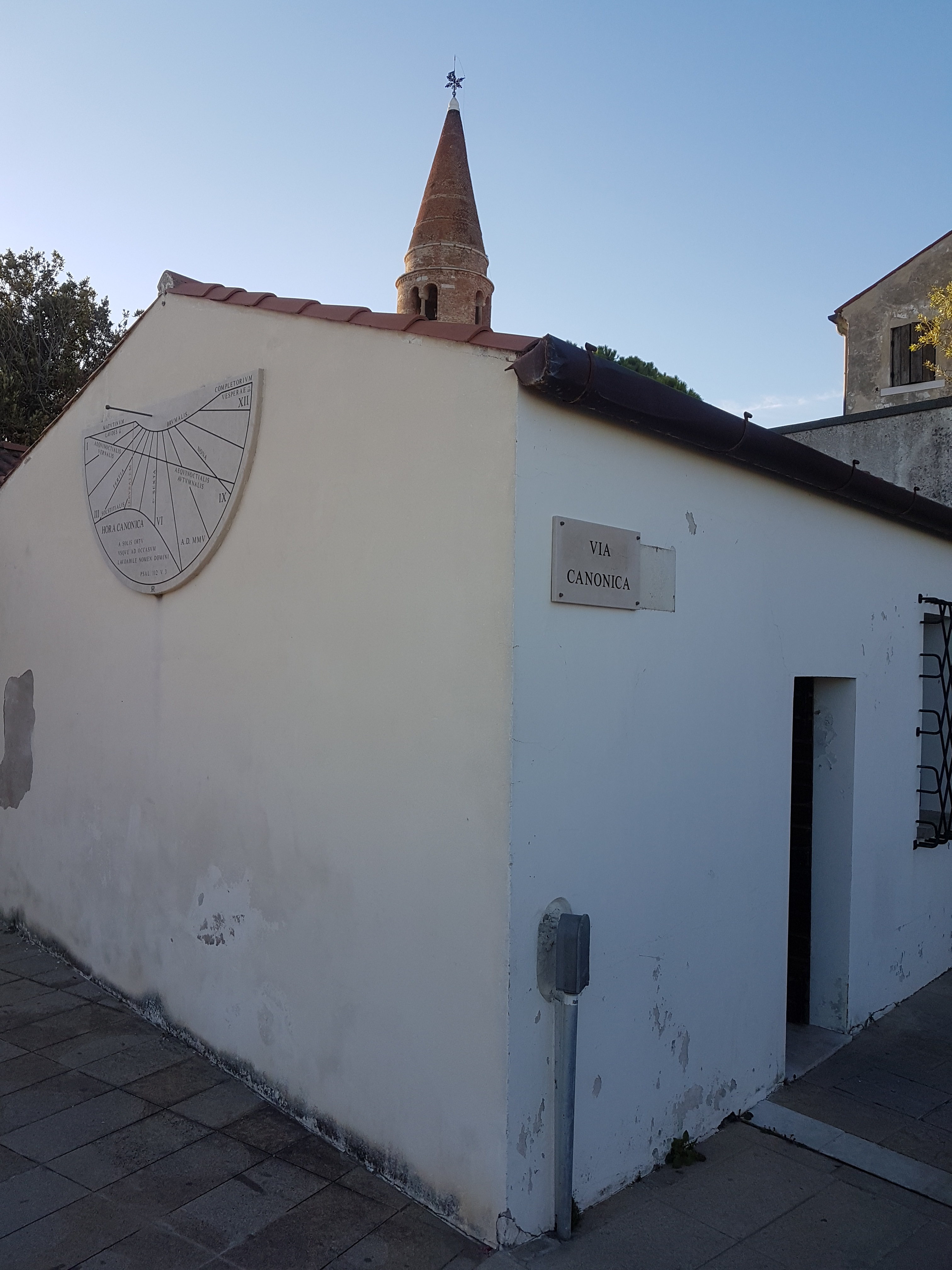
Centro storico - Via canonica
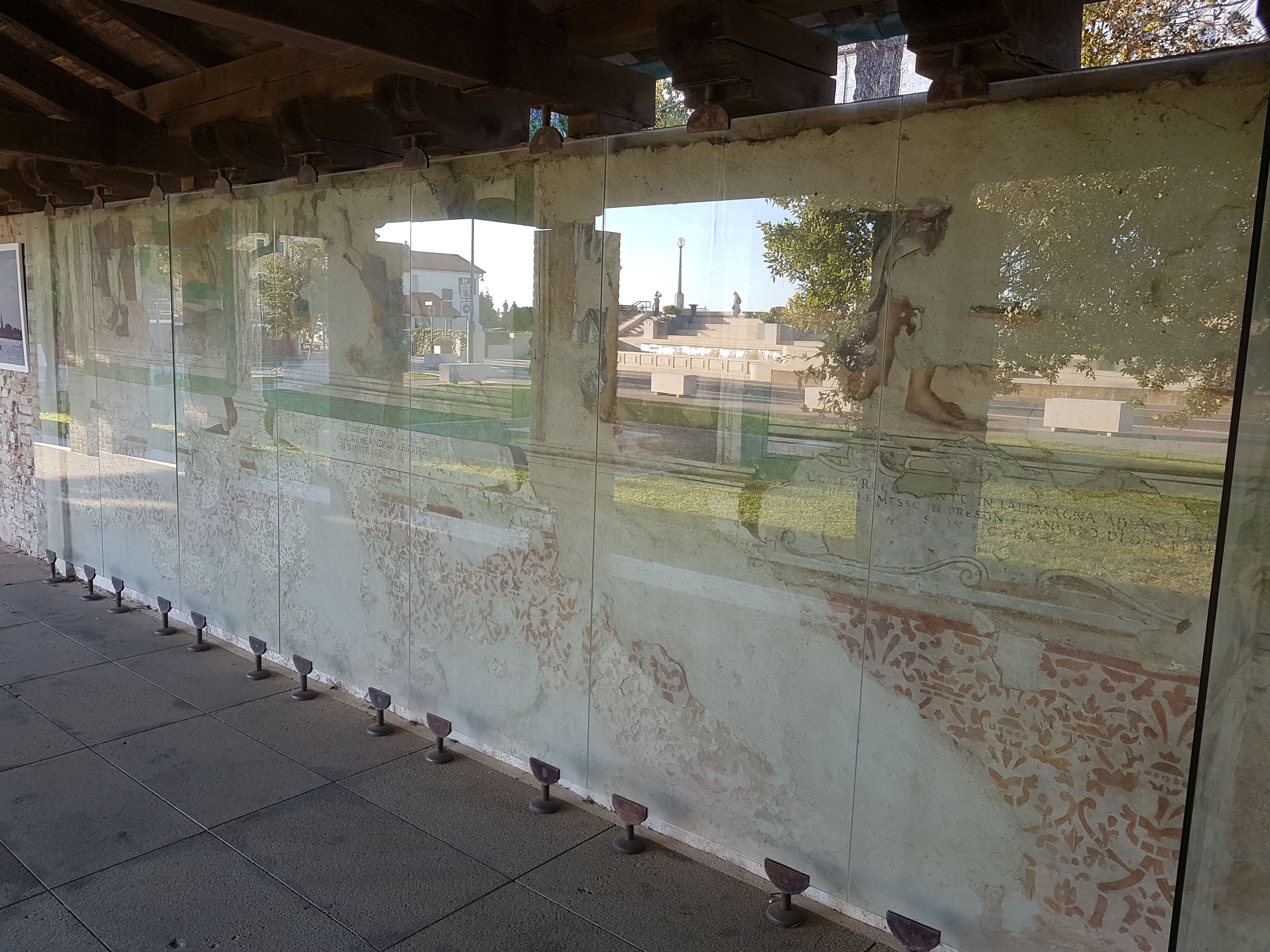
Affreschi dell'antico oratorio di San Rocco
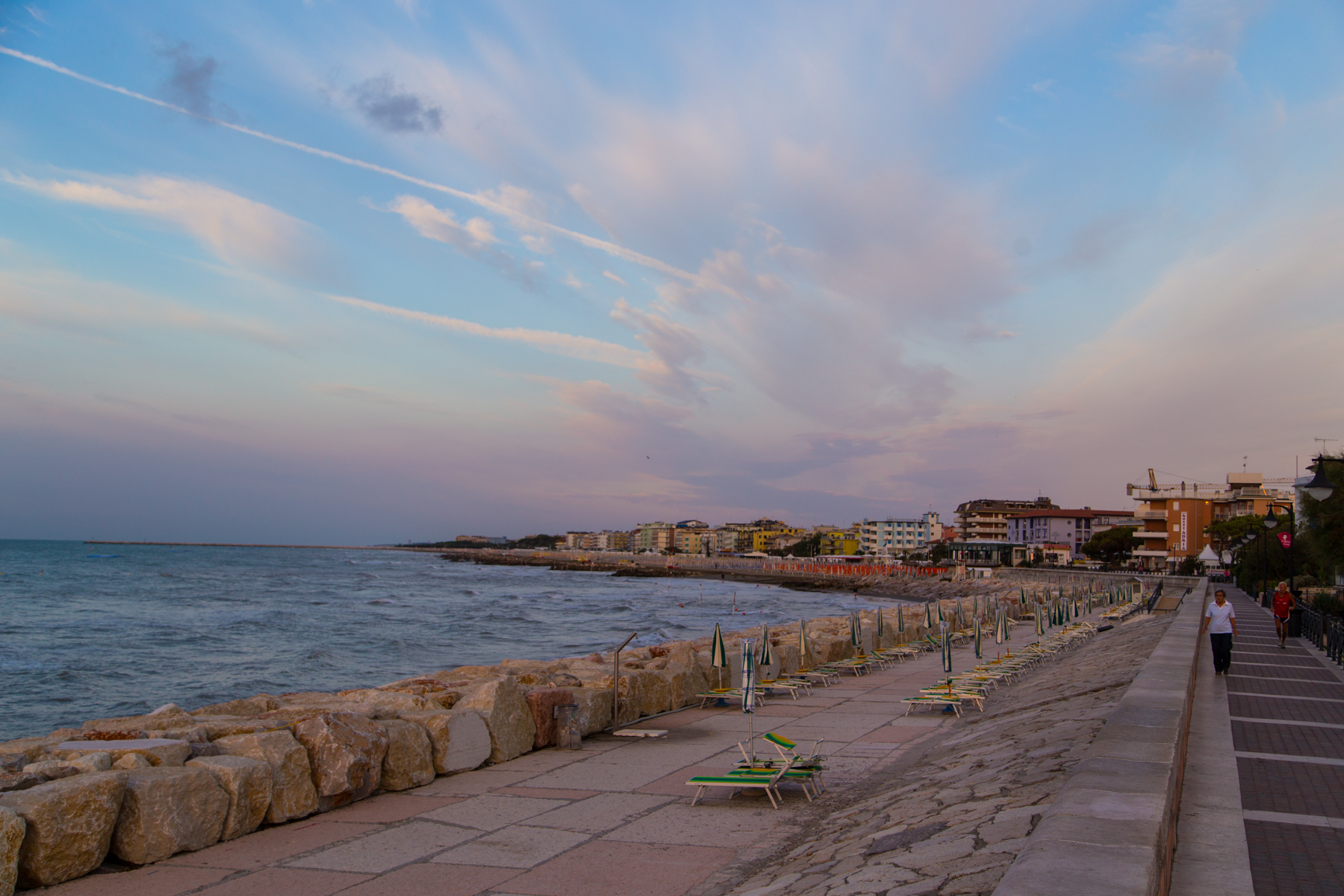
Lungomare Serenissima
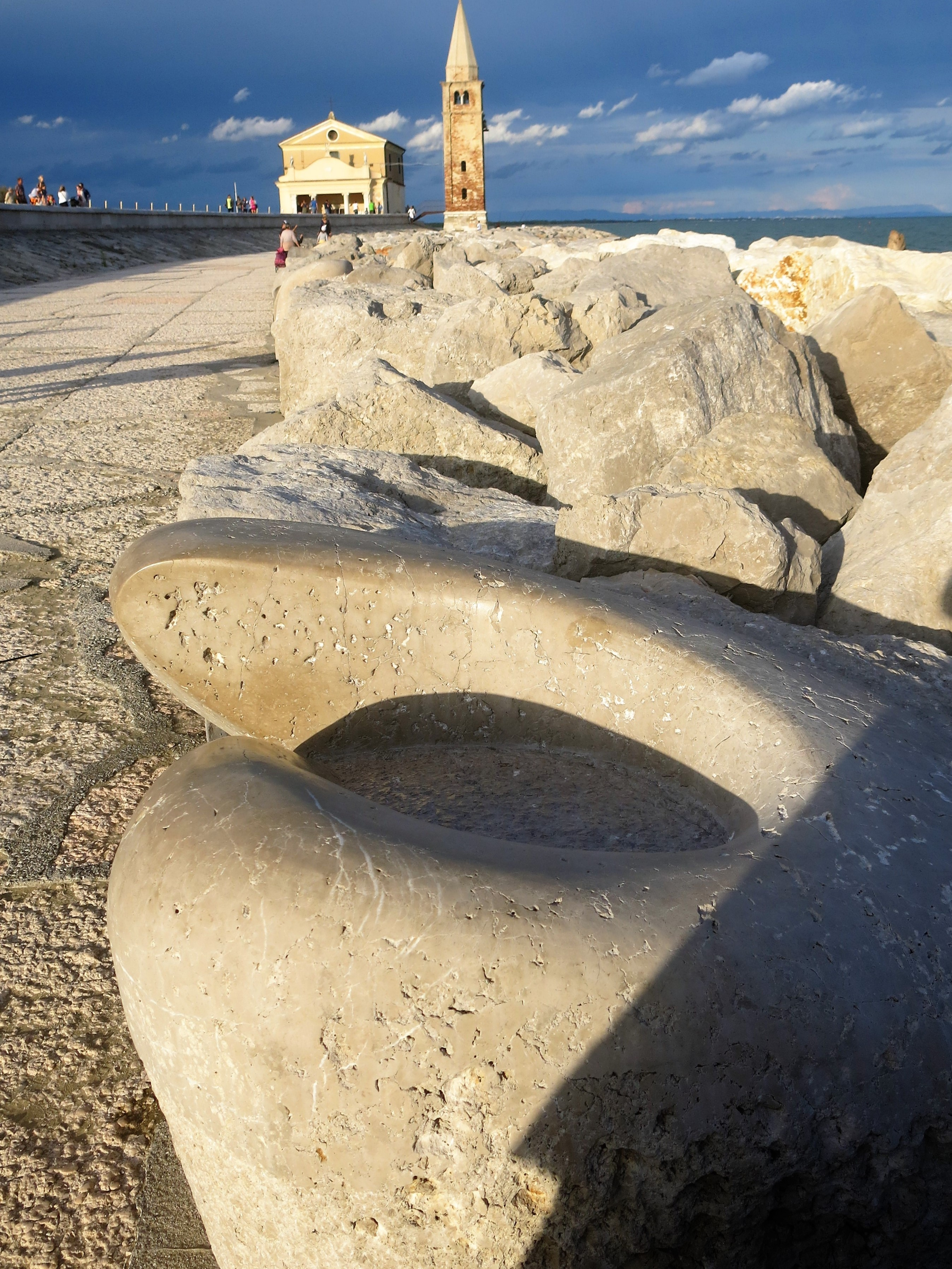
Scogliera viva
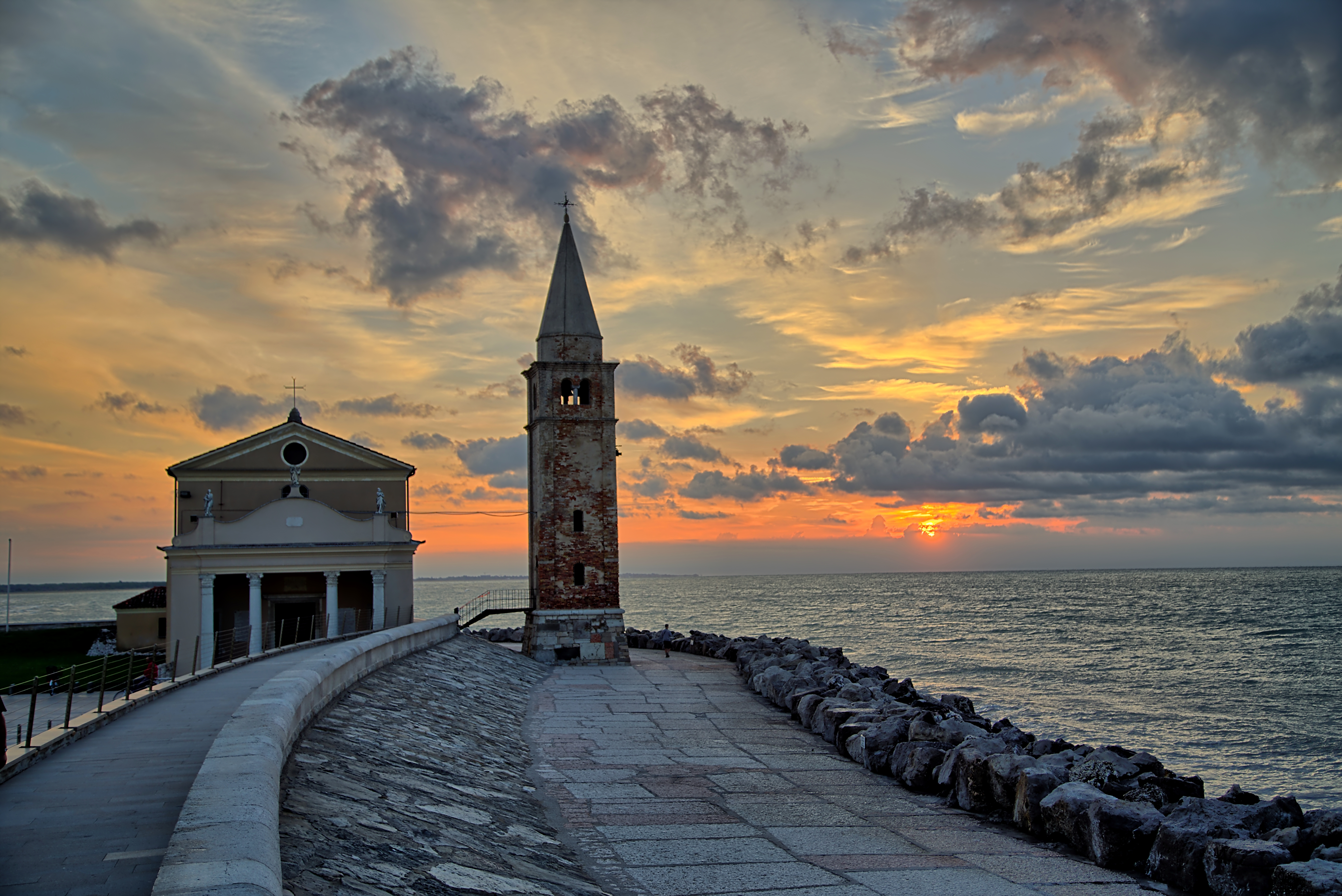
Il Santuario della Madonna dell'Angelo
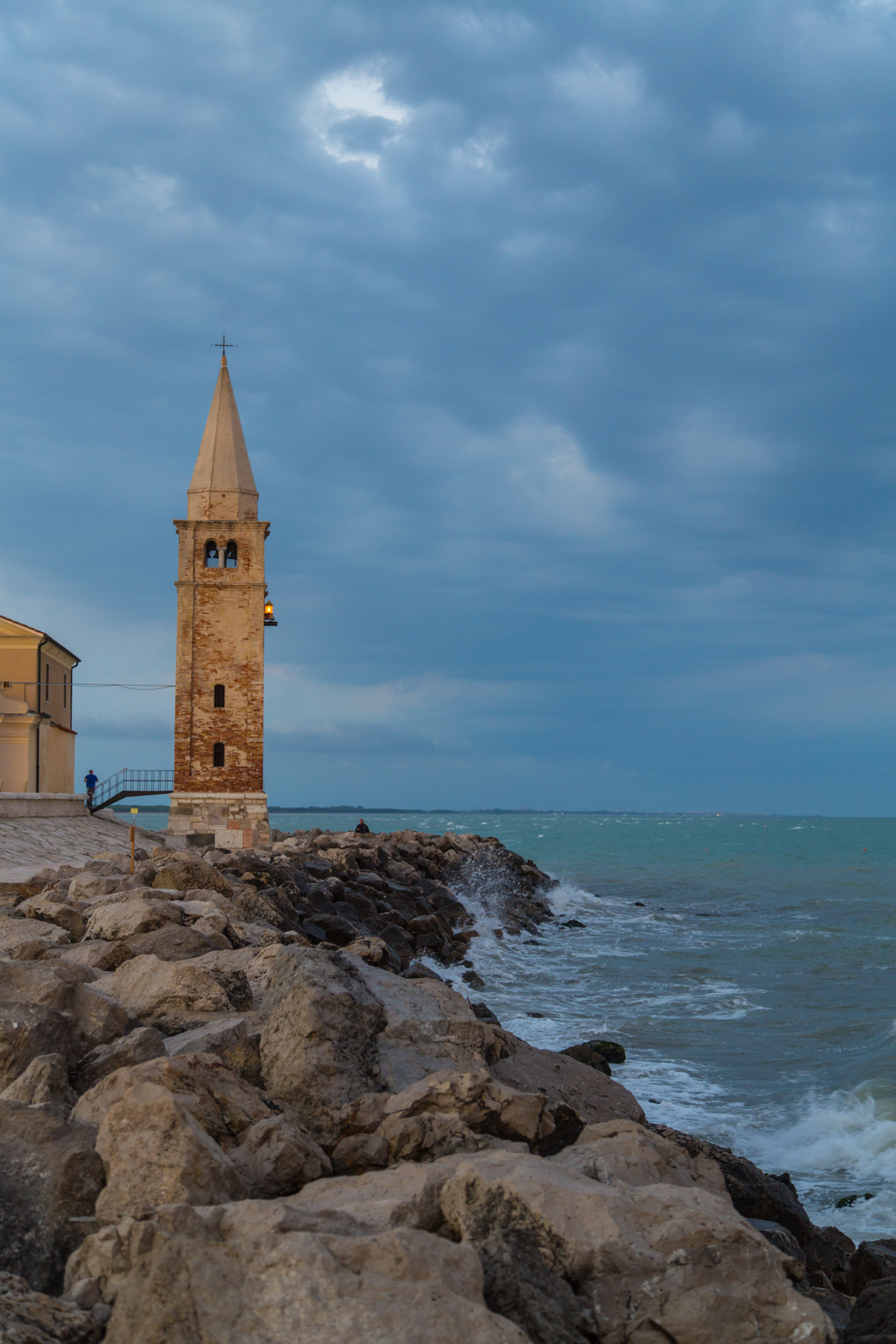
Il faro di Caorle
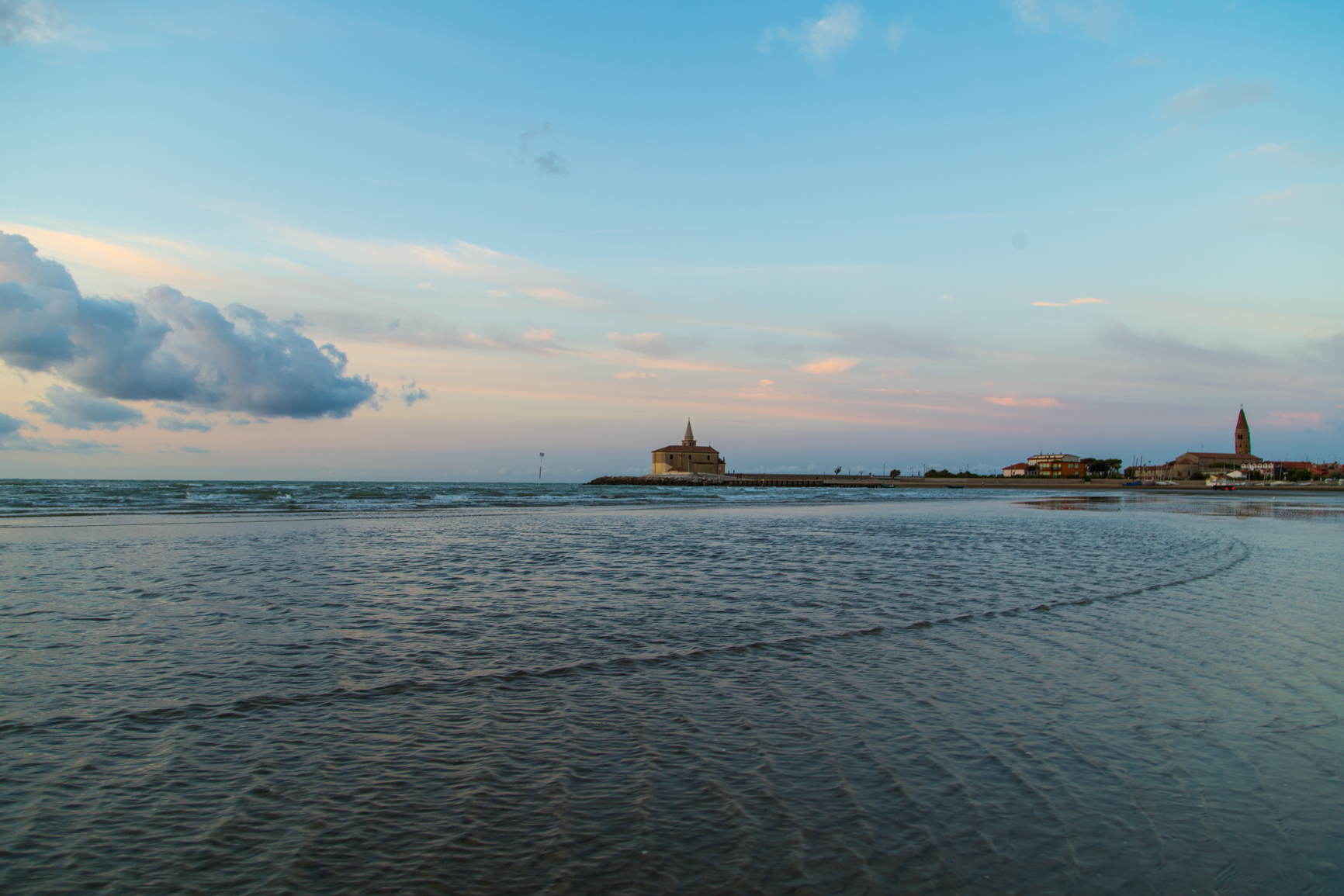
Lungomare Trieste
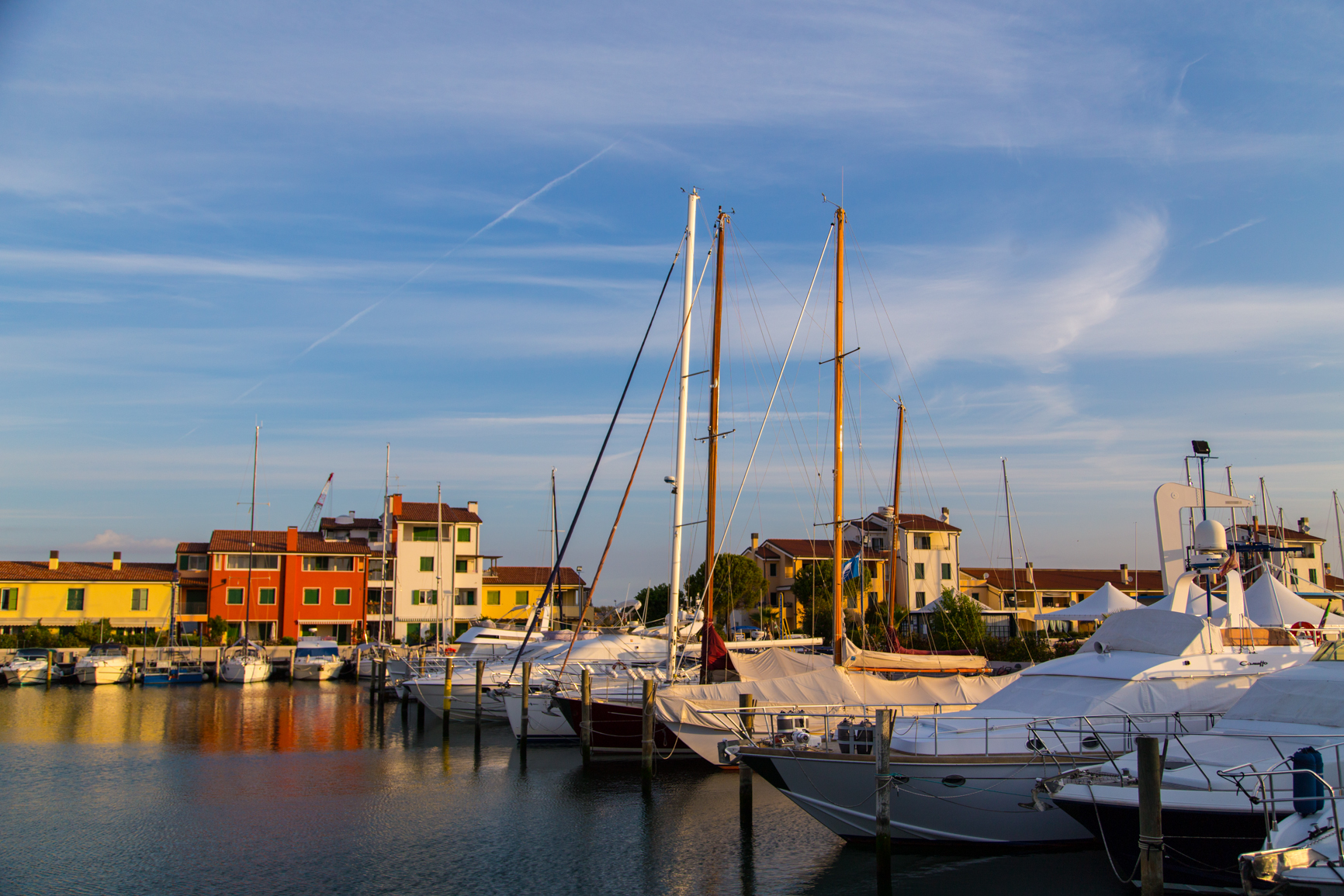
Darsena dell'Orologio
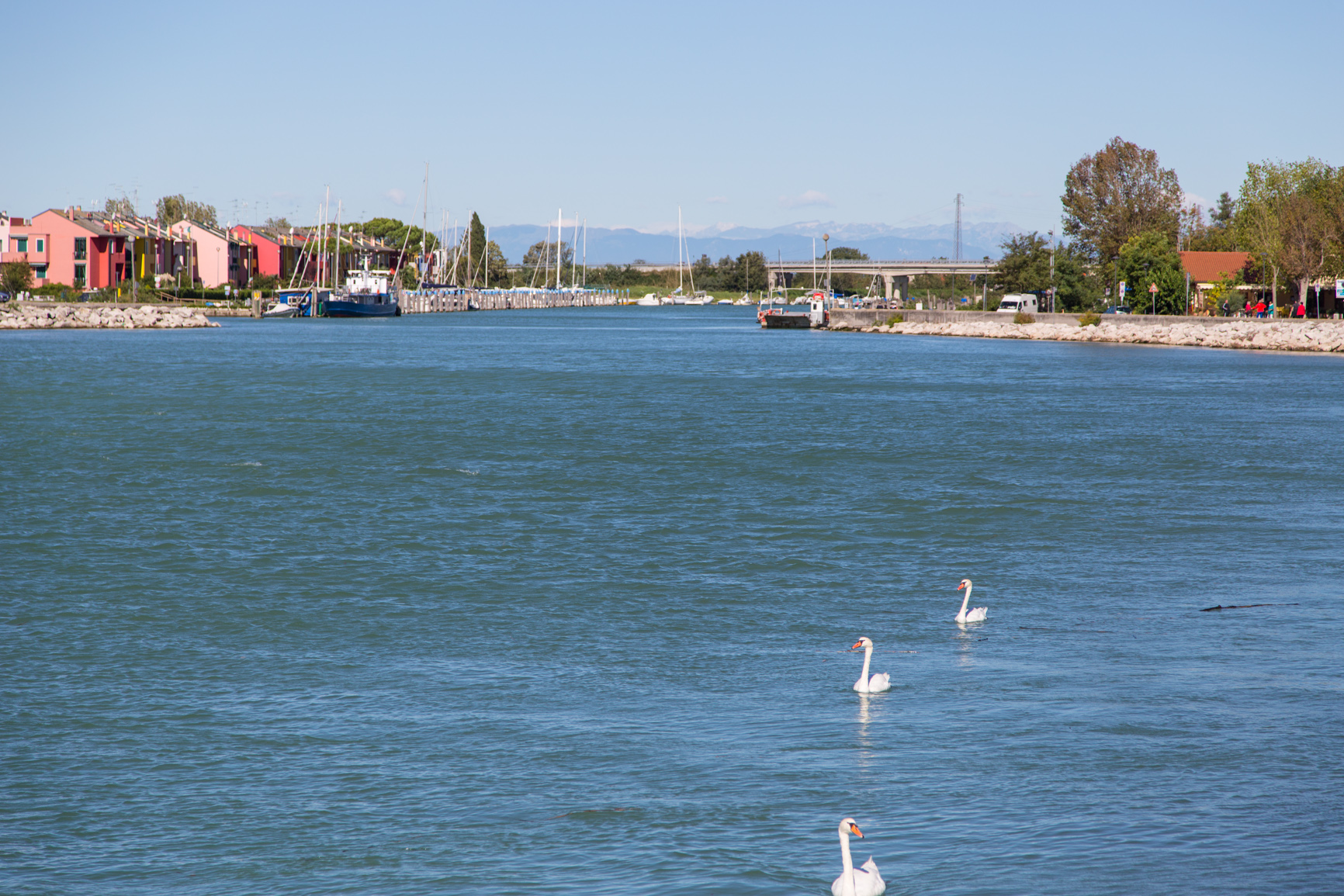
Foce del fiume Livenza
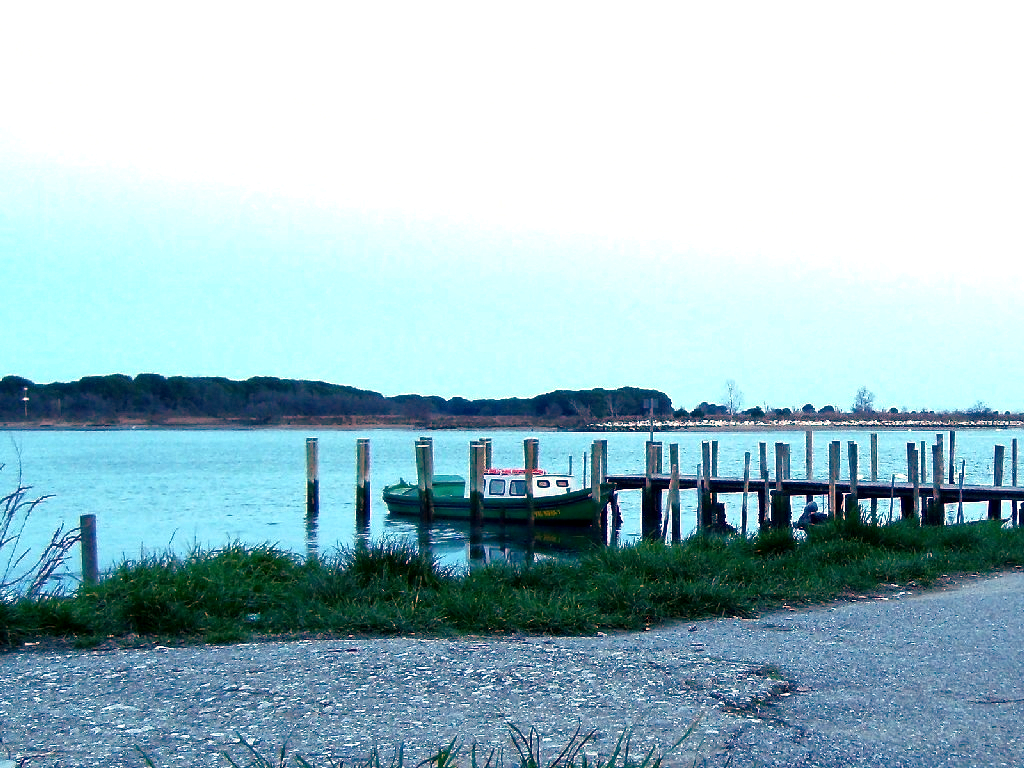
Laguna di Caorle
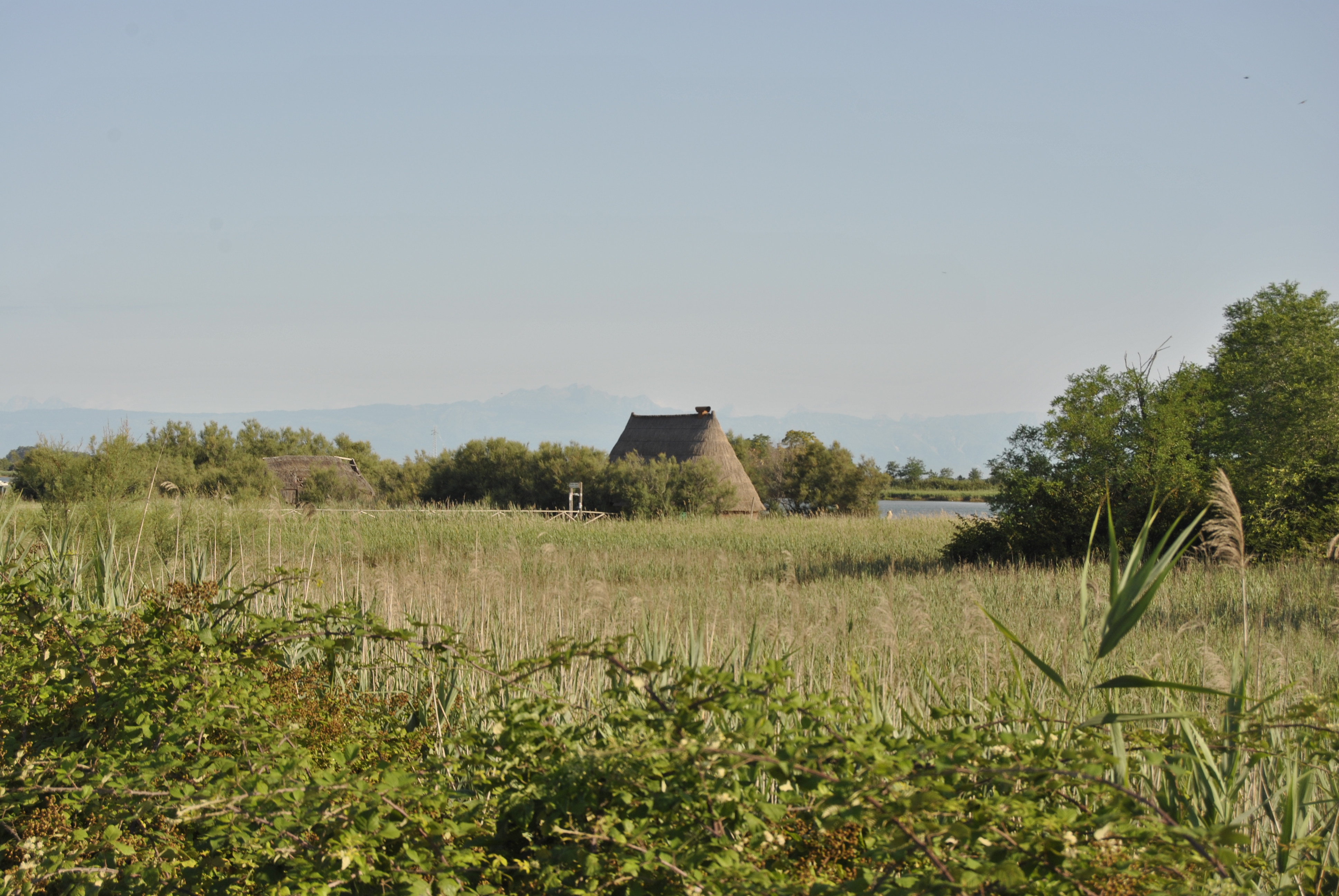
Casone di Caorle